# 城ヶ島
城ヶ島（じょうがしま）は、神奈川県三浦半島の南端に位置する島。
周囲長約4 km、面積0.99 km2で、神奈川県最大の自然島である。東西幅約1.8 km、南北幅約0.6 kmと東西に細長い菱形の地形であり、東西南北にそれぞれ安房ヶ崎（東）、長津呂崎（西）、赤羽根崎（南）、遊ヶ崎（北）という岬がある。長津呂崎には城ヶ島灯台、安房ヶ崎には安房埼灯台が建つ。安房ヶ崎は神奈川県の最南端でもある（北緯 35゜ 7'32）。行政区分は三浦市で、認可地縁団体の城ヶ島区が自治の一部を担う。220世帯604人が暮らす（2005年10月1日時点）。

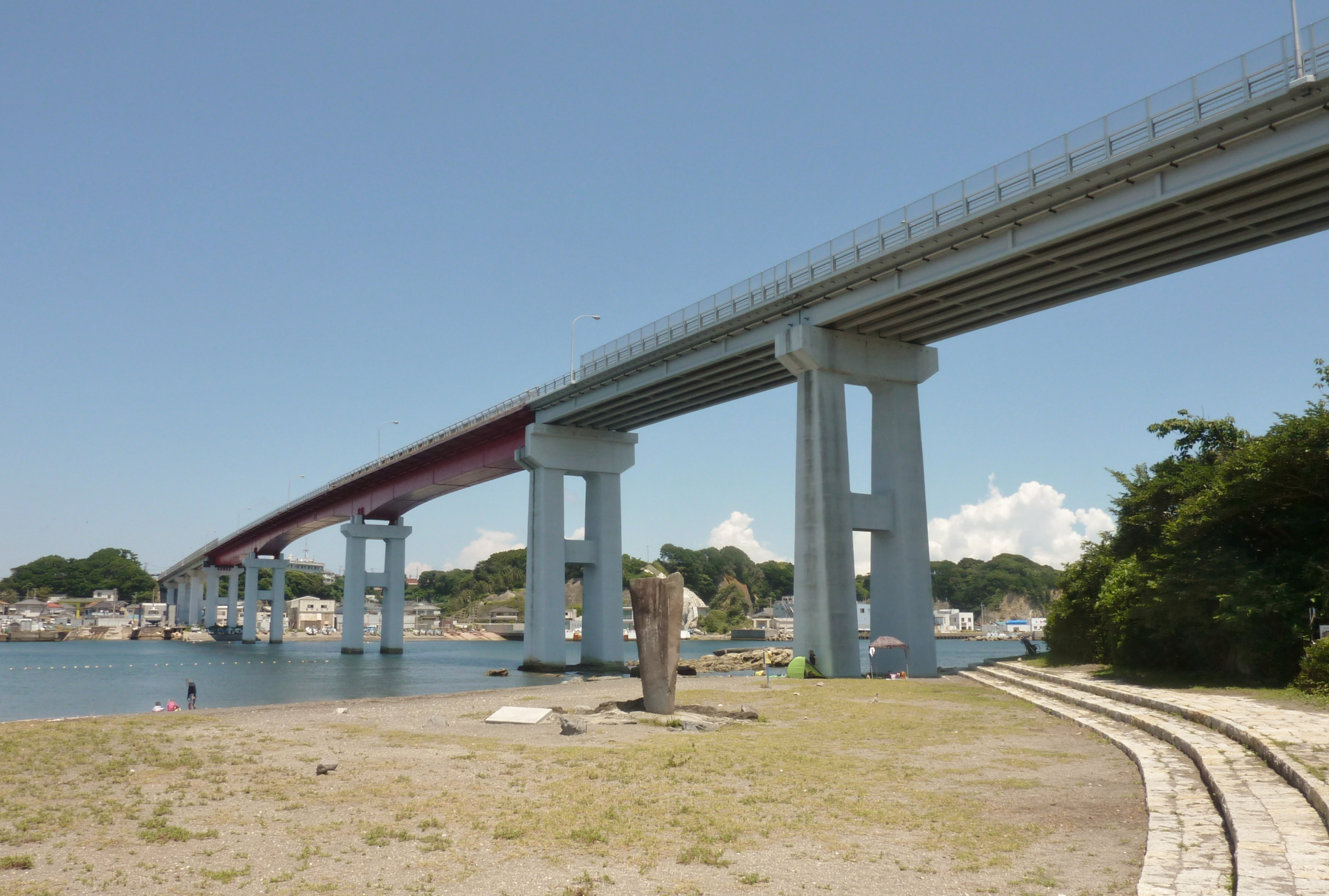
城ヶ島大橋

鎌倉時代以来の景勝地として知られ、漁業、軍事、交通、文学に深く関わってきた多面的な歴史を持っている。大正末期から太平洋戦争終戦まで島の東部に東京湾要塞の一部を構成する砲台が存在したが、戦後は「城ヶ島公園」として開放された。
三崎からの距離は約500 mで、三崎と共に海を囲み、かつては遠洋漁業基地三崎漁港の一角を成した、歴史的にも三浦三崎の一部と言える存在である。
かつては三崎仲崎岸壁より出ていた渡し舟が唯一の渡島手段であったが、1960年に城ヶ島大橋が開通すると三崎との一体化が進み、磯釣、磯遊びに適した行楽地として知られた。

## 島名の由来
「城ヶ島（城个嶋、城が嶋）」の呼称は、寛永18年（1641）刊の三浦浄心『北条五代記』にみえる。
 然ば、三浦三崎の海上に。城个嶋と云て。大きなる嶋あり。此嶋は、三崎湊の前に。陸地を四、五町はなれ。東西へ三十町程長く。横たへうかびたり。
—三浦浄心、『北条五代記』寛永版 巻10(3)「三浦三崎の地景すぐれたる事」より
同書は、『吾妻鏡』の建久5年（1194）以降の記事にみえることとして、鎌倉将軍・源頼朝や源頼家が遊興に三浦・三崎を訪問しており、毎年春に、城ヶ島の桜の花を見に訪れていた、としている。
同書は、『鴨長明海道路次の記（東関紀行）』に「わかえのつき嶋。三浦の三崎などいふ浦々を。行て見れば。海上の眺望、哀をもよほして。こしかたになたかく。面白き所々にも。をとらず覚ゆ」云々、とあることを紹介し、「わかえ（和賀江）のつき嶋」は城ヶ島の異名ではないか、と推測している。
また同書によると、永正15年（1518）に、北条早雲が三崎城を再興した後、同城を訪れて、翌日城ヶ島へ渡海し、桜を見物するなど遊興に及んだことがあったという。
古代から中世までは「尉が島」「尉ヶ嶋」等と称され、「城ヶ島」と呼ばれるようになったのは中世以降とされる。
- 『新編相模国風土記稿』によると、上代には尉（律令制度の役職）が住んでいたので「尉ヶ嶋」と呼ばれていた。
- 『三浦郡神社寺院民家並古城旧跡』によると、源頼朝が「城ヶ島」に改めた。
- 『俳諧三崎志』によると、源頼家が島を遊覧した際、「尉」を「城」に改めた。
- 村井弦斎『桜の御所』によると、戦国時代に房総半島の里見義弘がこの島に砦を築いた頃に「城ヶ島」と呼ぶようになった。

しばしば伊豆半島の城ヶ崎と混同されることもあるが、三浦三崎周辺に城ヶ崎という地名は存在しない。

## 地理

### 気候

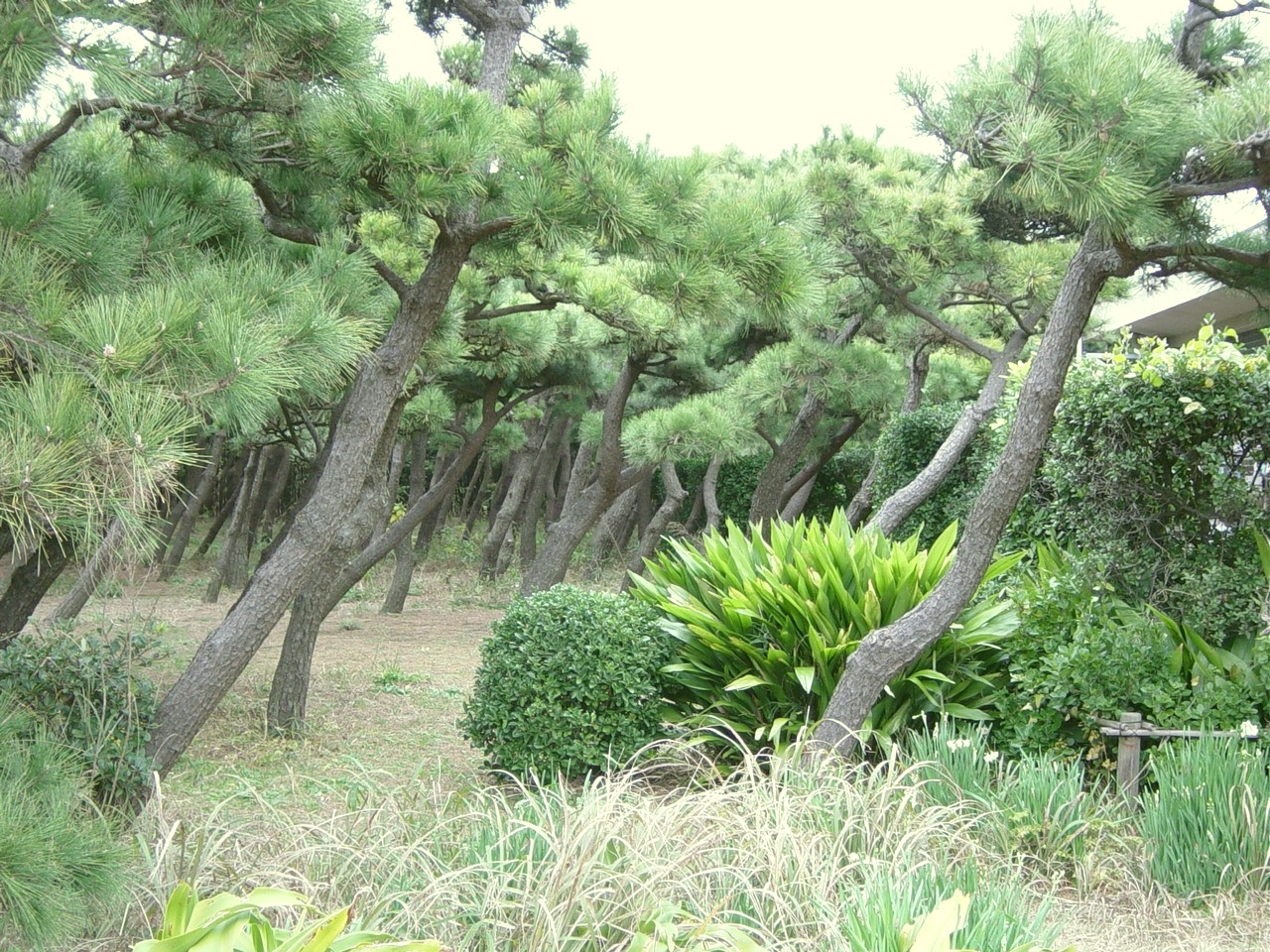
北側に傾いて生えている松（城ヶ島公園内）

黒潮の影響で、冬でも温暖な太平洋岸気候にあり、海からの風が吹いている。島の太平洋側の区域では、暴風時に非常に激しい風が吹く。翻って島の三崎側の海面は、本島が天然の防波堤として機能するため、比較的穏やかである。このことが三崎漁港を古来から避難港、風待港として天然の良港たらしめている。

### 地質
島の東西で岩質が異なり、東部は約550 - 400万年前に堆積したスコリア質砂岩からなる初声層、西部は約1,200 - 830万年前に堆積した凝灰質シルトとスコリア質凝灰岩の互層の三崎層から成る。
度々発生する大地震によって隆起を繰り返したためか、岩礁には褶曲等の地質学的に貴重な露頭が多い。
2007年に日本の地質百選選定委員会による「日本の地質百選」に選ばれた。

### 地形
標高30 m程の平坦な台地が大部分を占め、沿岸部で急激に海に落ち込んでいる。海岸は島の東西端部に岩礁地帯が広がり、所々に砂浜がある。太平洋側の赤羽根崎より東側は険しい海食崖が発達している。元来、沿岸部に平坦な場所が殆どない地形である。

#### 土地利用
北岸と南岸では全く異なる土地利用がなされている。

##### 北岸
三崎港に面し、ひなびた漁港風景を見ることができる。城ヶ島大橋を境にして東側の海沿いは水産研究所や大型船造船施設、その高台は県立の城ケ島公園が占めている。西側は漁業施設や水産会社施設、民宿、住民の生活の場が広がっている。西端に進むにつれ飲食店や土産物店が軒を連ねるが、ここ数年は減少傾向にある。西端高台には城ヶ島灯台がある。
かつて北岸の西側には酔女ヶ浜といわれた海浜地と東側の遊ヶ崎地区東岸には砂浜が伸びていた。これらは1923年9月1日の関東地震での隆起により砂が減少して磯浜に変わってしまったことや、日本軍が城ヶ島砲台（後述）の設置を行うなど、海浜遊興地としては存在価値の低下が進んでいくが、透明度の高い海と高台の緑に囲まれていた海浜であったため、その景勝は人気もあった。
戦後、急激な成長を続けてきた三崎漁港の施設用地不足解消のため、神奈川県の埋め立て事業が始まっていく。北岸の埋め立ては西側から3区域に分けて行われていき、かつての酔女ヶ浜周辺（昭和30年前後）、城ヶ島大橋着工と道路整備にかかる遊ヶ崎海浜の埋め立て（昭和32 - 35年）、遊ヶ崎東側の広範囲（昭和35 - 49年頃）が対象となり、蛇島（へびじま）など、数々の景勝・遊興地が消滅した。現在では島面積の19%が埋立地となり、北岸の自然海浜としては東端の安房ヶ崎〜黒島防波堤防間、遊ヶ崎地区西側の北原白秋碑苑付近、西端の楫（梶）の三郎山周辺にわずかに残るのみで、その全てが磯浜である。北原白秋碑苑にある砂浜は定期的に盛砂工事を行うなど、海水浴場として整備されていると認識されていることがあるが、これは公園として保全しているためである。国が海水浴場と定めた場所ではなく、城ヶ島には正式の海水浴場は存在しない。
結果、現在の北岸は古来の面影を残していないが、戦前から広く知られた景勝地のため、当時の絵葉書などに多くの写真が残されている。関東大震災以前の風景のものを見ると、城ヶ島と三崎との距離は現在よりも遥かに遠く、松の生えた奇岩に波が砕け、白砂青松を絵に描いたような景色であったことを窺い知ることができる。また、江戸時代の絵画にもよく登場しており、1812年に浦賀の加藤山寿が著した『三浦古尋録』などに当時を偲ばせる絵図が残っている。

##### 南岸

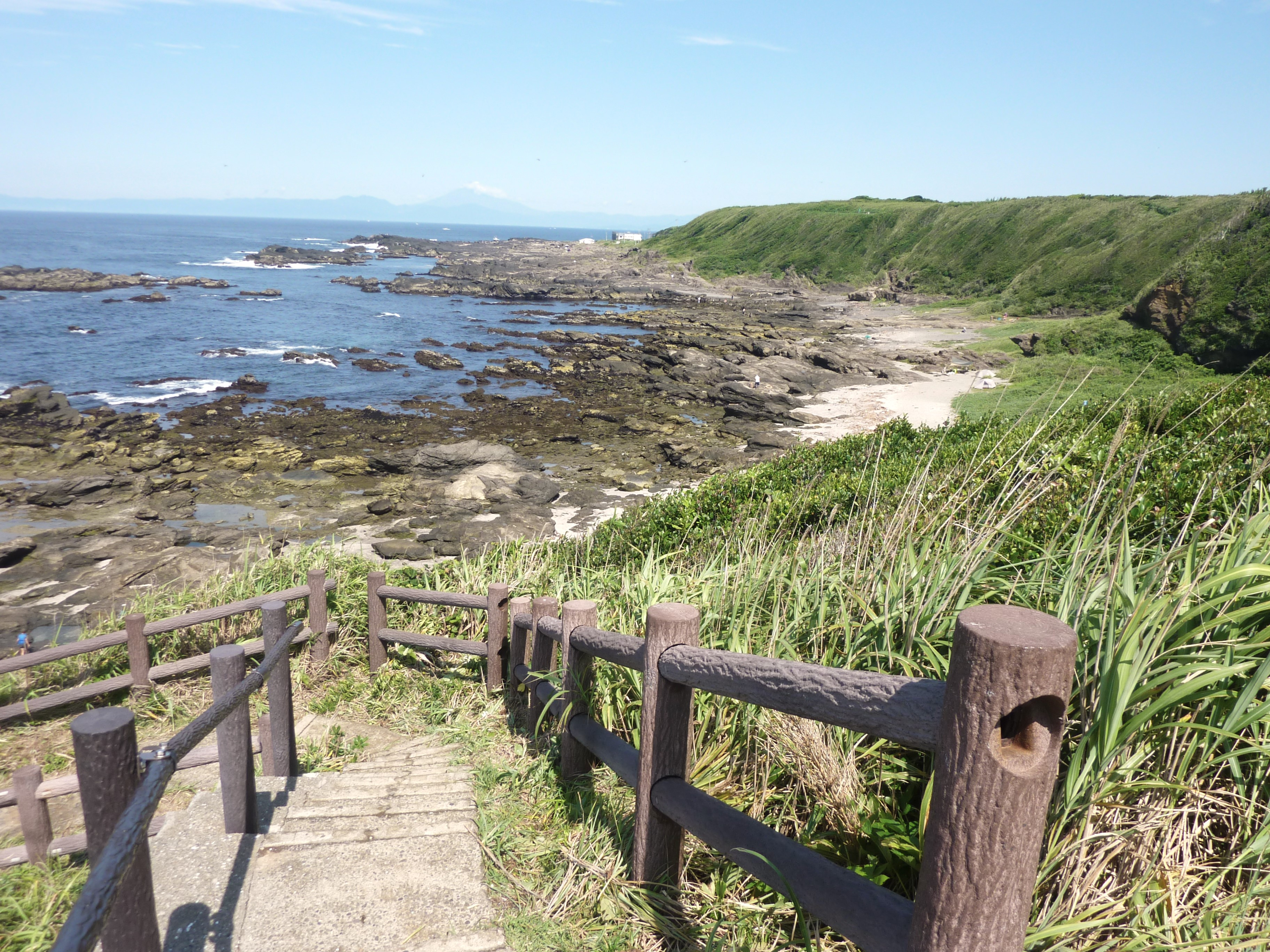
城ヶ島南岸のハイキングコース

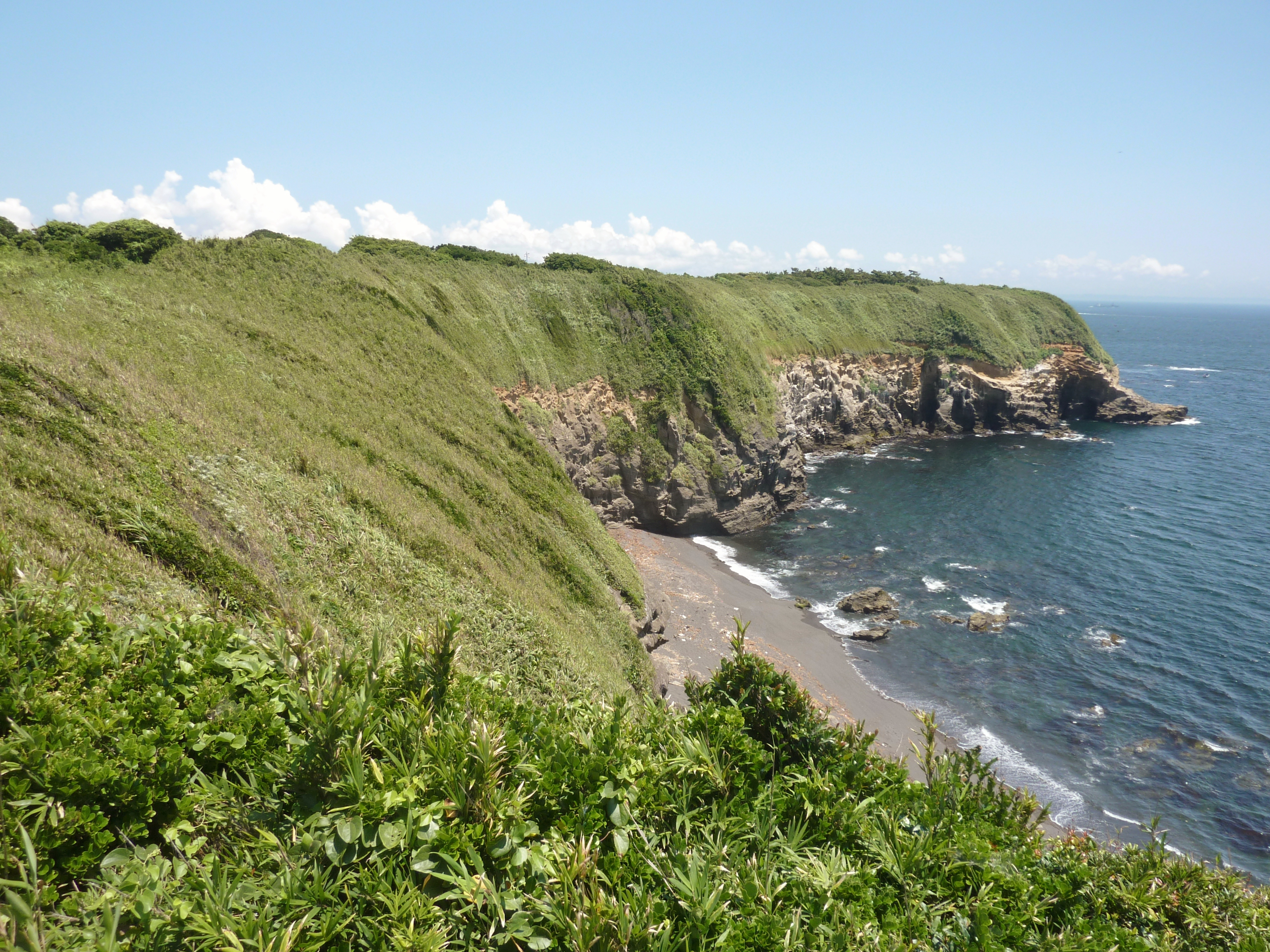
ウミウ、ヒメウ及びクロサギの生息地

太平洋に面し、沖合に伊豆大島を望む。自然がそのまま残されており、人工物とは縁の無い世界である。自動車も近づけないため、船の航行音以外に人工音は聞こえない。東西を結ぶハイキングコースが整備されている。
赤羽根崎より東側は海食崖が発達し、人は容易に近づけない。このため、ウミウ、ヒメウ、クロサギの繁殖地となっており、神奈川県の指定天然記念物となっている。この繁殖地は城ヶ島公園から崖上を通って灯台に至る道中から望むことができる。
城ヶ島公園内から海辺に降りることもできるが、かなり険しい道である。また、海岸も波食棚が発達していて歩きにくく、ハイヒール等では危険である。
赤羽根崎より西側は砂浜と広大な岩礁地帯（隆起海食台地）があり、典型的な海岸段丘を形成している。岩場としては比較的なだらかで、西へ進むと城ヶ島灯台に出る。
南岸は普段は静かなため、夏場にはキャンプをする人が多い。しかし、外海に直接面しているため、暴風時には岩場よりも高い波が押し寄せる強烈な海象となる。また、遠方で津波が発生した場合、島に近づくにつれ急に波高を増して襲ってくるが、背後に急峻な崖が迫った逃げ場のない場所であることを忘れてはならない。

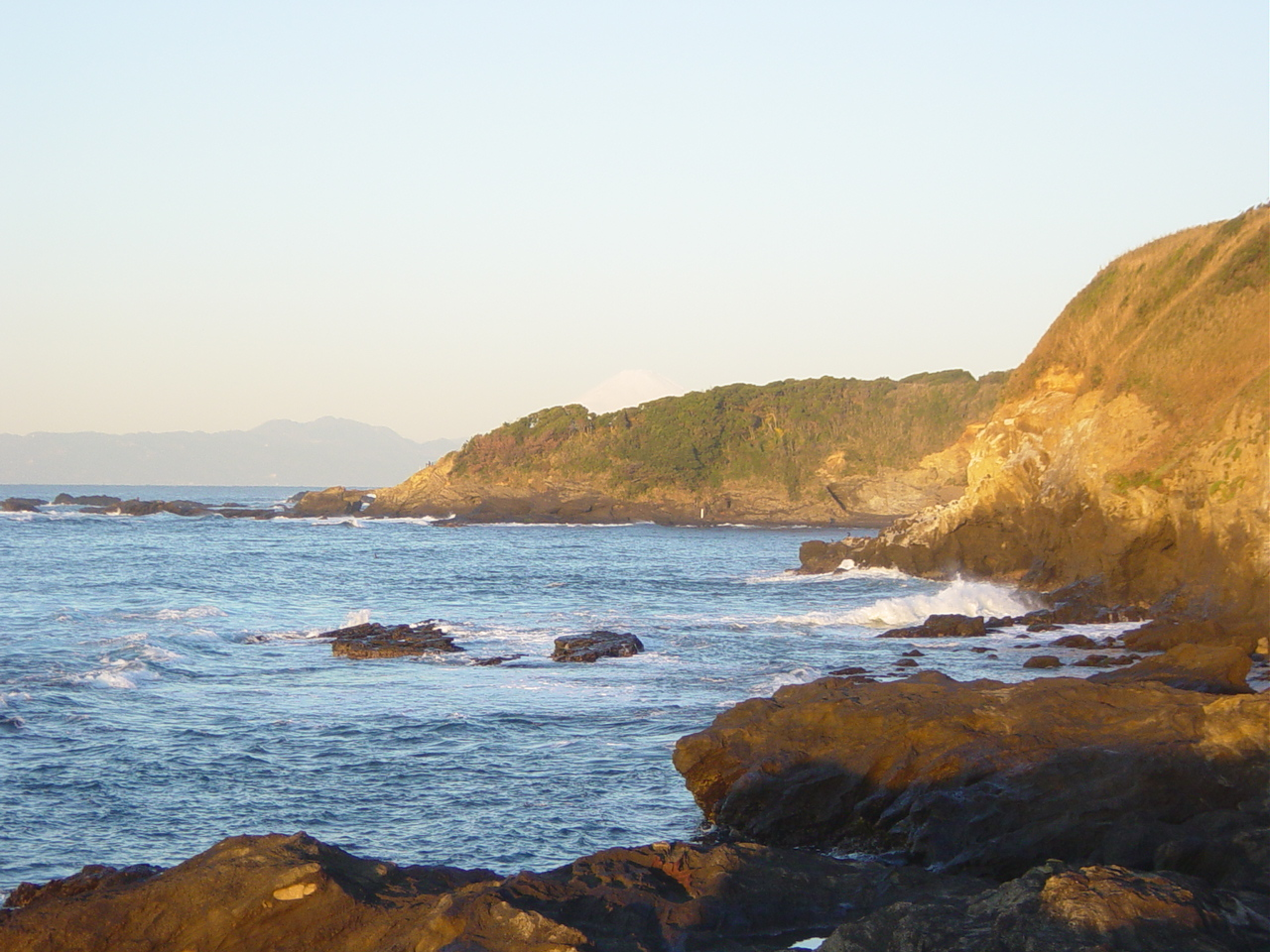
安房ヶ崎より赤羽根崎を望む（遠方は伊豆半島）
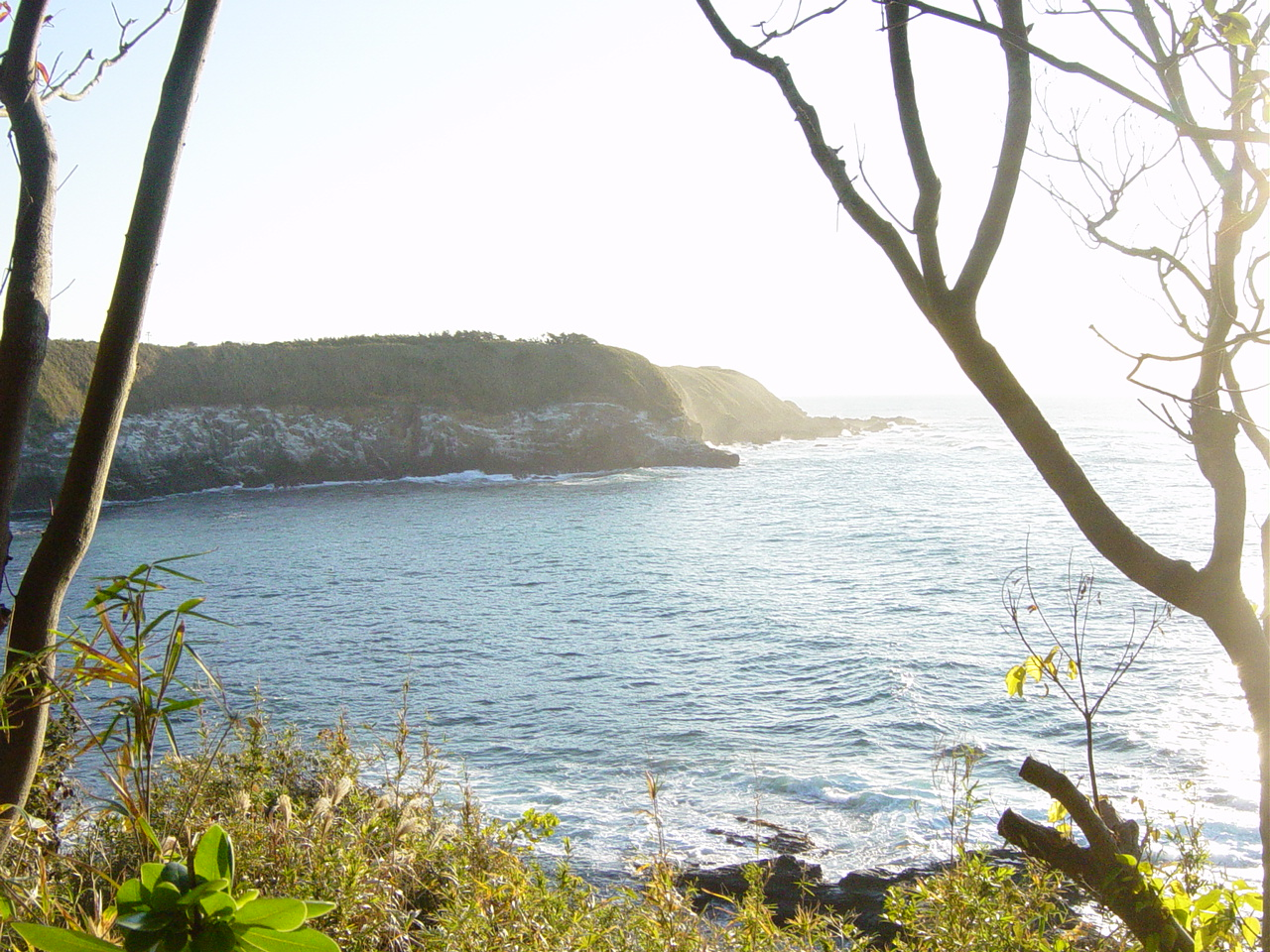
赤羽根崎より安房ヶ崎を望む（眼前の白い崖はウミウ繁殖地）
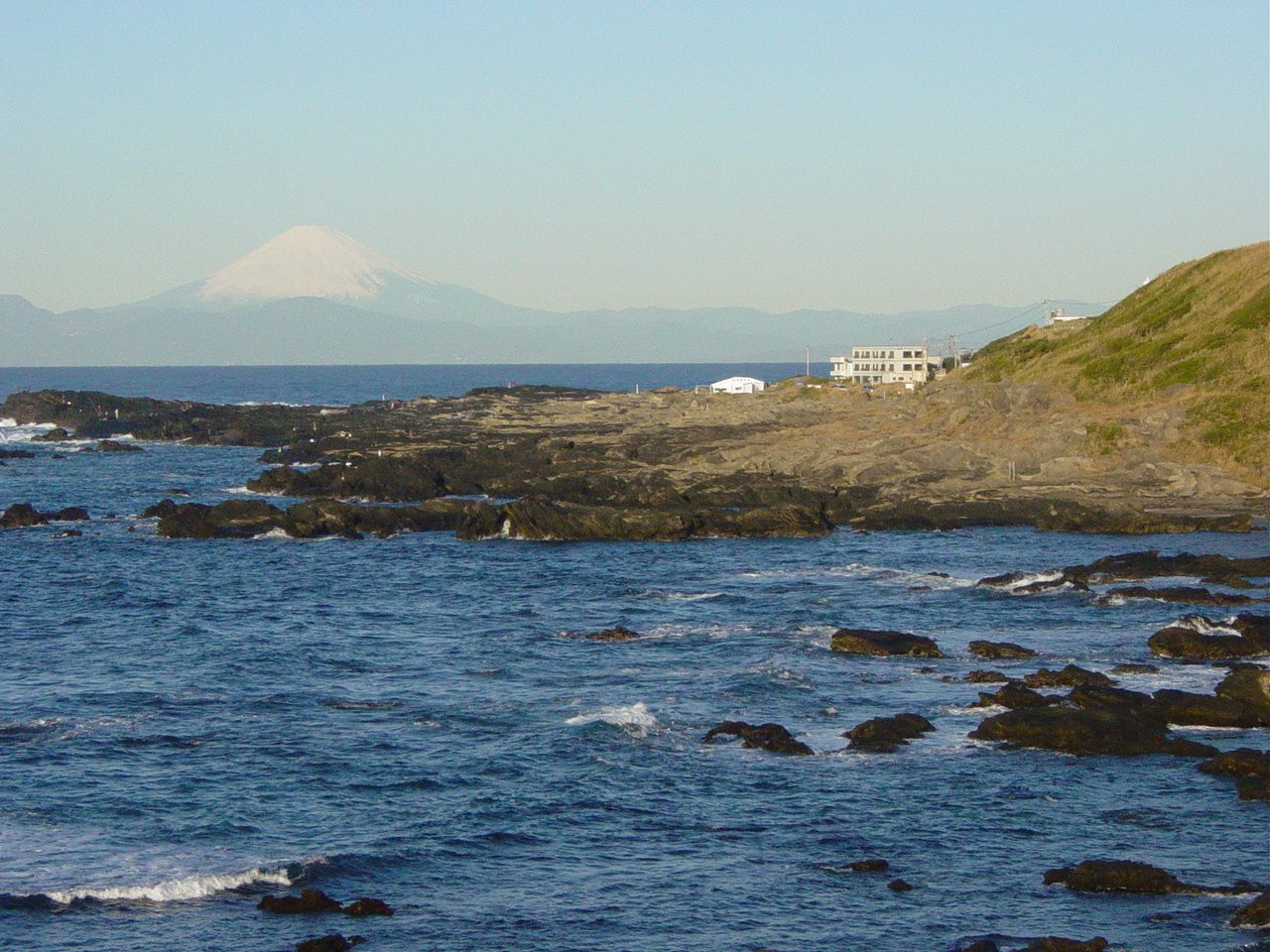
赤羽根崎より長津呂崎を望む
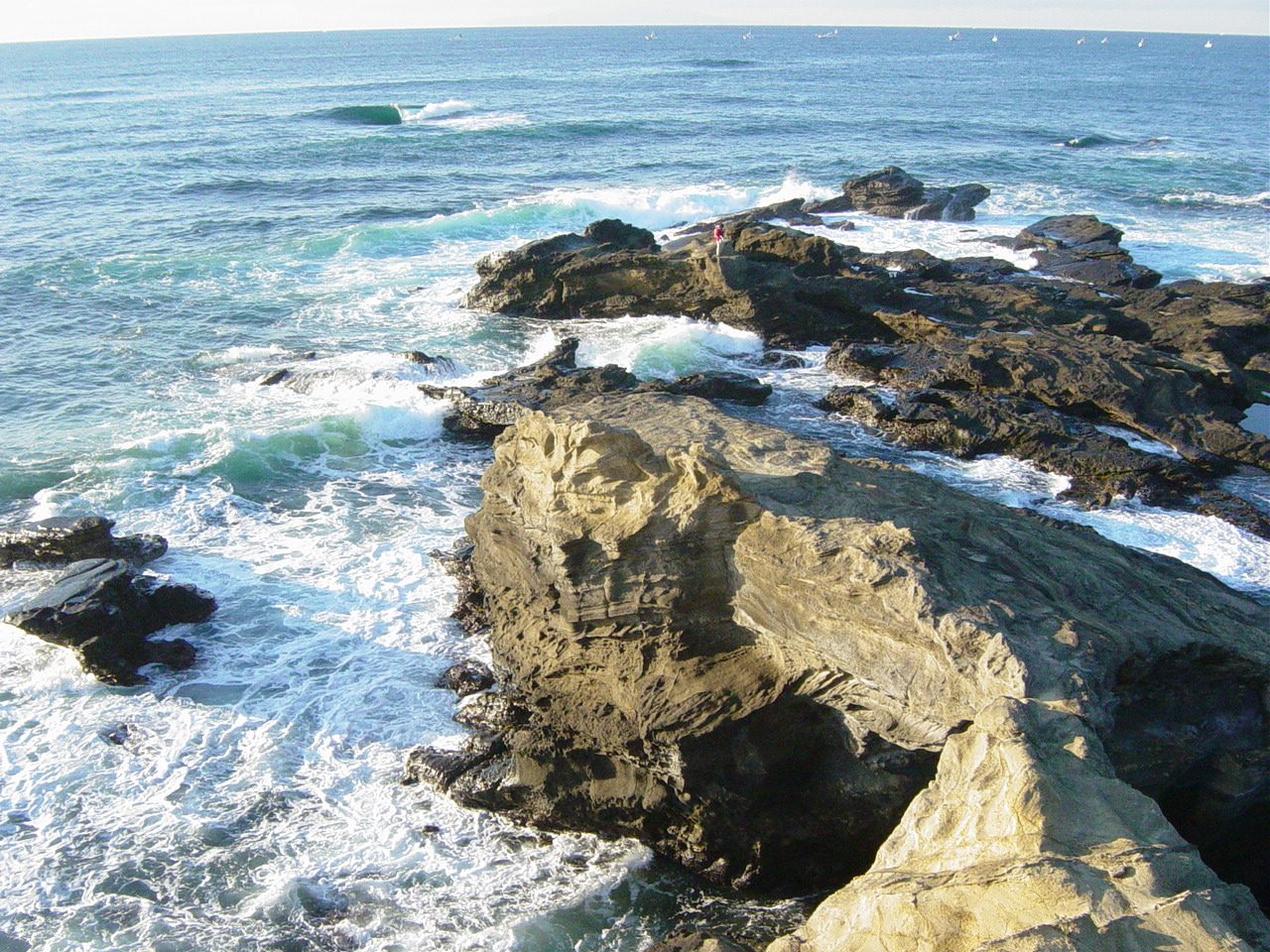
赤羽根崎（馬の背洞門上部）

### 植生
樹木は北岸に集中して生えている。海風が強いため、南岸の崖には樹木が殆ど生えておらず、島の台地上の樹木は北側に傾いて生える。スイセン、ハマユウ、ハマナデシコ、ハマゴウ、イソギク、アシタバ等の海浜植物が自生する。台地上には人の背丈を遥かに越えるハチジョウススキが密生しており、眺望が効く場所は限られる。

## 産業

### 漁業
遊ヶ崎に弥生時代の遺跡があり、食料調達としての漁はその頃から行われていたと考えられる。商いとしての漁業は江戸時代、江戸の発展に呼応するように始まった。夏には海士と呼ばれる男達が裸潜水漁でアワビ、サザエ等を採取し、冬には覗突漁（舫丁）で魚を突いた。併せて小規模な網漁（磯立網、七目網など）も行われ、1649年には海老網漁が始まっている。また、鰹などの回遊魚も出荷していた。水揚げされた魚介は当時の快速艇である押送り舟（おしょくり）で江戸に運ばれた。1781年には城ヶ島の戸数68の内、1軒が商家の他は全て漁師であったと伝わっており、漁業は正に城ヶ島の生業であった。明治時代にはサンマの流し網漁を相模湾で行うようになった。
現在、対岸の三崎と共に遠洋漁業基地の一角を成しているが、島を拠点とする漁業は刺し網、採貝、採藻などの沿岸漁業が中心である。特にアワビは『新かながわの名産100選』に選ばれている。また、島内には神奈川県水産技術センターが所在する“神奈川県水産技術センター”.   神奈川県. 2023年9月29日閲覧。。

### 観光
島自体が地元の重要な観光資源である。観光地としての歴史は古く、鎌倉時代に源頼朝が度々来遊した頃に始まる。頼朝は笠懸を催した「遊ヶ崎」、茶を淹れたり硯の水に使ったりしたとされる「水っ垂れ（水辺の岩に湧く清水）」、頼朝の侍女が酒に酔ったことからその名がついた「酔女ヶ浜」など、島内各所に由来を残している。
明治に入って三崎 - 東京間に汽船が就航すると、城ヶ島は都会からの避暑客で賑わうようになり、遊ヶ崎に海水浴場が開設された。大正時代に北原白秋の『城ヶ島の雨』（後述）が発表されると、若い男女の憧れを集めるロマンの島として全国に名を知られるようになった。しかし、関東地震に伴う地盤隆起によって砂中の岩礁が砂浜に露出してしまい海水浴客は減少、その後に城ヶ島砲台（後述）が設置され、城ヶ島は要塞の時代を迎える。

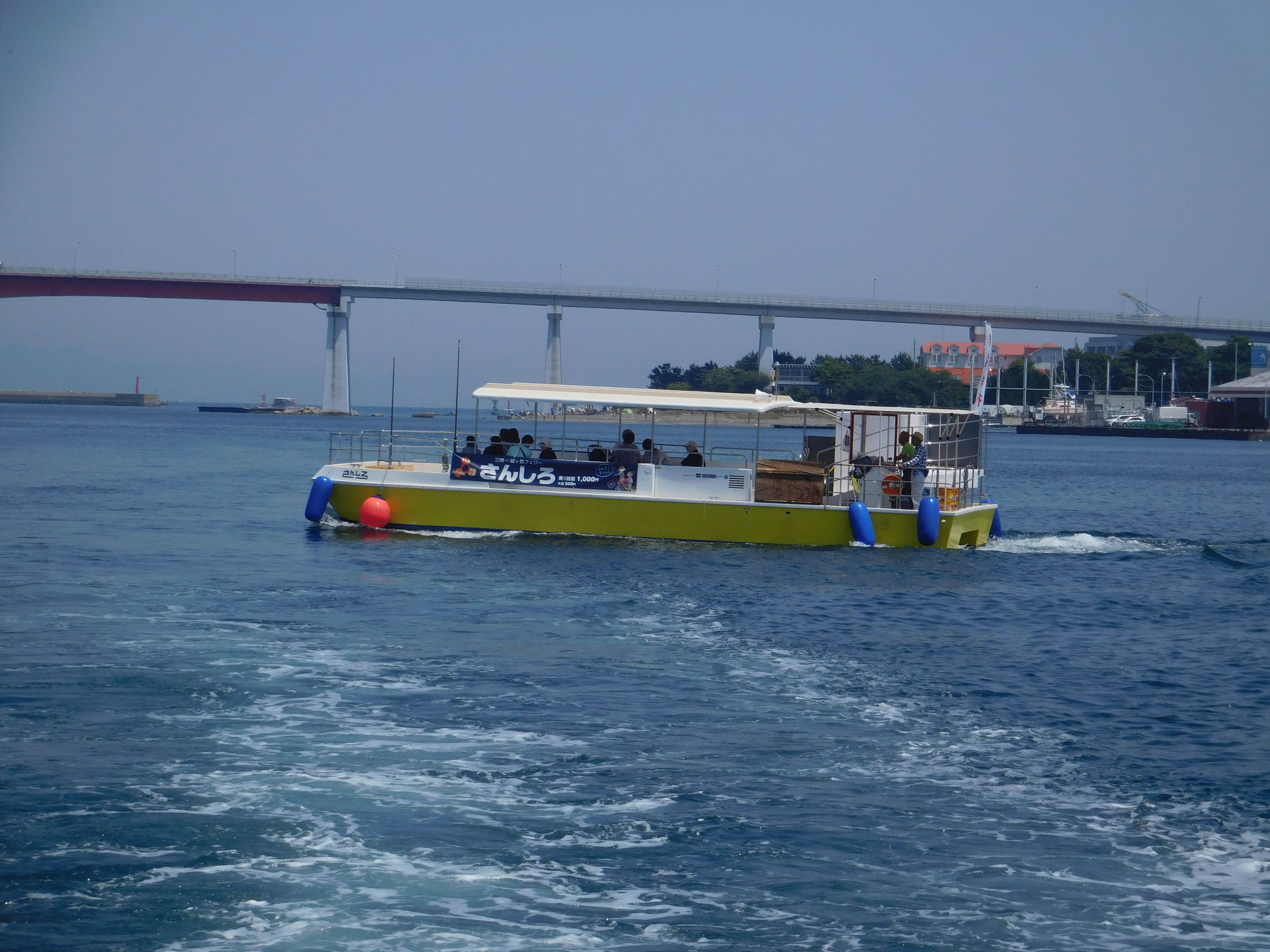
三崎港と城ヶ島を結ぶ渡し船「さんしろ」、後方には城ヶ島大橋が見える

戦後、三浦半島は岩戸景気の頃より東京に近い観光地として再び脚光を浴びることとなる。三浦市の統計によれば、昭和30年代以降に三浦市域に来訪した観光客の30%弱は城ヶ島に来訪している。1956年の来島客数は約27万人であったが、1960年に城ヶ島大橋が開通すると約147万人と5倍以上に増加した。砲台跡地は県立城ヶ島公園として整備され、1963年には京急グループの三崎観光が城ヶ島 - 油壺間に定期観光船を就航させた。
現在までの最盛期は1970年 - 1971年（昭和45 - 46年）で、年間200万人以上の観光客が訪れ、京浜急行電鉄が快速特急「城ヶ島・マリンパーク号」「城ヶ島号」などの臨時列車を運行したほどであった。オイルショック後に観光客数は急減、京急三崎口駅開業や横浜横須賀道路開通などで歯止めが掛かったものの、1970年代後半 - 1980年代は増減が激しく、他の観光地・レジャー施設など開発力や集客力のある場所への客足シフトや、レジャー多様化の影響で平成以降も減少傾向である。三浦市域における観光集客力も城ヶ島とは対岸の三崎港にある魚市場を改装した大型商業観光施設やその付近の飲食店にあり、城ヶ島大橋の通行料徴収や島内の駐車場の有料化で三崎から城ヶ島へ車で訪れる観光客の流れは低下している。
2018年11月には、神奈川県と三浦市、城ヶ島区、京急が再開発計画を発表した。県が大橋を無料化するとともに、京急グループが城ヶ島京急ホテルの建て替えなどを進める。
城ヶ島 - 油壺間の定期観光船は2007年12月15日をもって廃止となったが 、2008年、城ヶ島大橋開通に伴って廃止されていた三崎 - 城ヶ島間の小さな渡し舟が半世紀ぶりに復活した。

## 文学・音楽・映画

### 北原白秋

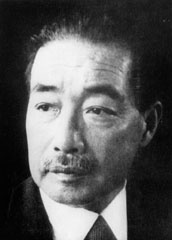
北原白秋

詩人北原白秋は、1910年に三崎を初訪、紆余曲折の後の1913年、城ヶ島遊ヶ崎対岸の三崎町向ヶ崎（むこうがさき）にあった異人館に翌年まで住んでいた。三崎居住期にも詩歌をノートに書き溜めており（三崎ノート）、その成果は1915年に歌集『雲母集（きらら集）』として発表している。
白秋は三浦三崎、そして城ヶ島を生涯愛した。1937年には三崎小学校、三崎実科高等女学校（後の県立三崎高等学校、2004年廃校）の校歌を作詞している。また、白秋が生前に歌碑建立を許したのは城ヶ島と三崎の見桃寺のみと言われる。
特に、1941年11月2日に行われた見桃寺の歌碑は、除幕式に白秋本人が参列した唯一のものである。

#### 『城ヶ島の雨』
雨はふるふる  城ヶ島の磯に  利休鼠の雨がふる

雨は眞珠か  夜明の霧か  それともわたしの忍び泣き

舟はゆくゆく  通り矢のはなを  濡れて帆あげたぬしの舟

ええ  舟は櫓でやる  櫓は唄でやる  唄は船頭さんの心意気

雨はふるふる  日はうす曇る  舟はゆくゆく  帆がかすむ

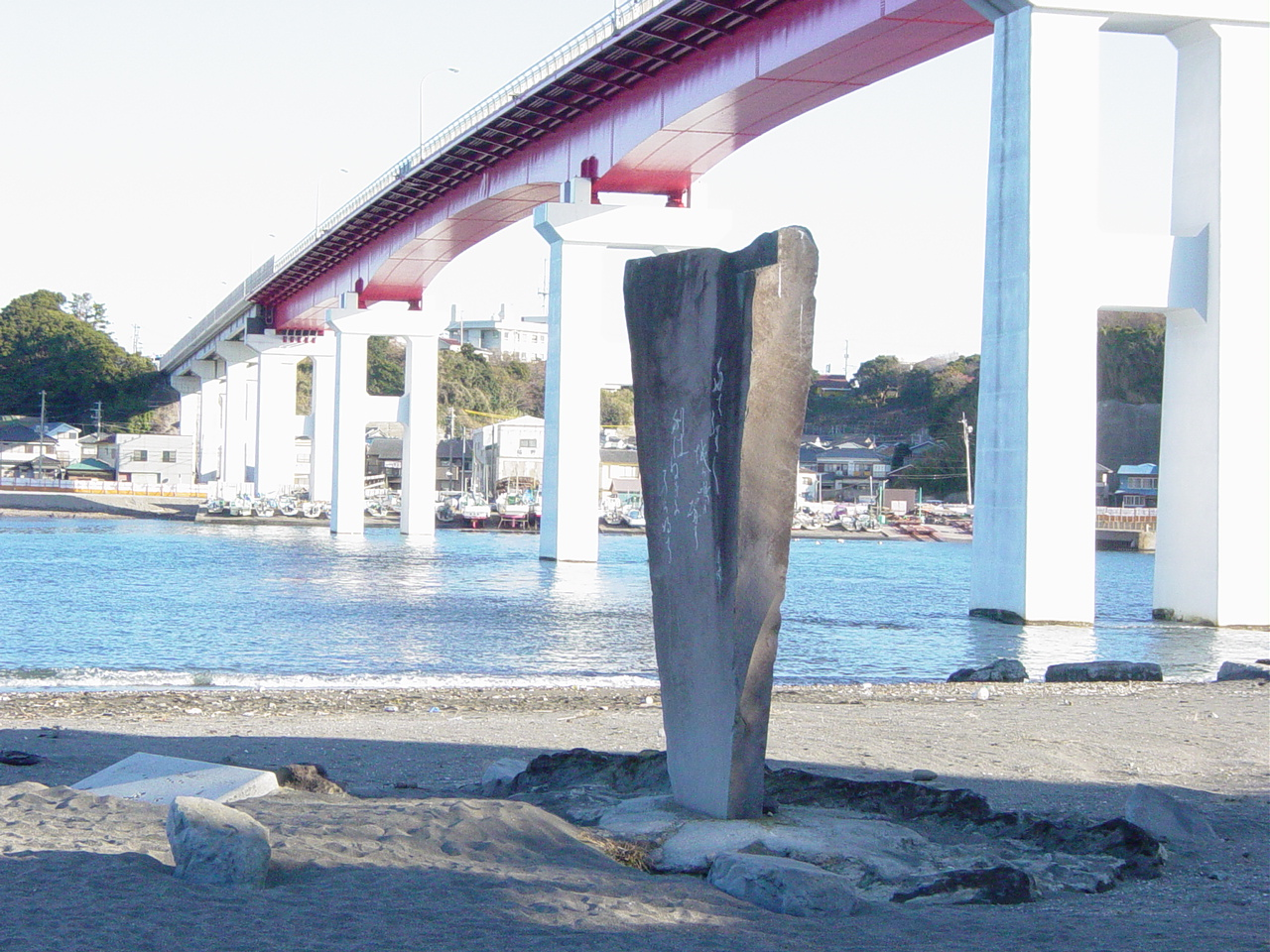
『城ヶ島の雨』歌碑

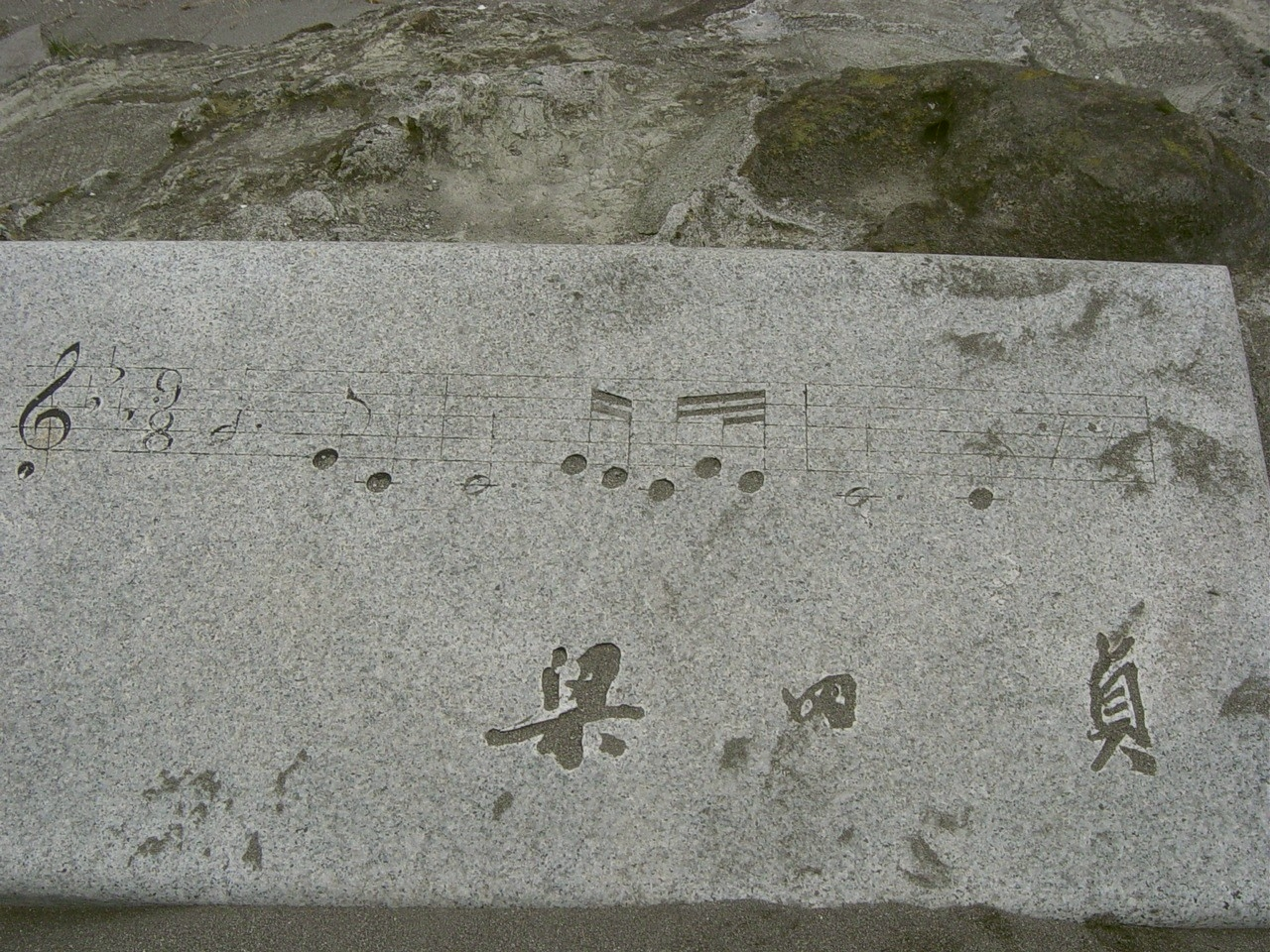
『城ヶ島の雨』譜碑

『城ヶ島の雨』は、白秋が三崎滞在中の1913年に演出家島村抱月の依頼で作られた。島村は自身の主宰する芸術座の音楽会で発表するオリジナル曲のために白秋に作詞を依頼、作詞後すぐに梁田貞によって曲が付けられ、1913年10月30日、東京有楽座にて梁田自身の独唱（ピアノ：松平信博）で発表された。附曲された白秋の詩としては第一号である。城ヶ島や三崎の風情を詠っており、奥田良三が吹き込んだレコードが全国的にヒットすると、城ヶ島はロマンの島として全国に知られることとなり、憧れを抱いた若い男女が大勢来訪した。附曲した作曲家としては梁田の他に山田耕作（1923年）、橋本國彦（1928年）がいる。また、1950年と1959年には同名の映画も作られた。2017年からは京浜急行電鉄三崎口駅の接近メロディとして使用されている。

##### 歌碑
『城ヶ島の雨』の歌碑は白秋存命中より建立が望まれていたが、島が要塞地帯であったため、戦後の1949年になってようやく実現した。歌碑は城ヶ島北岸中央の遊ヶ崎に白秋が望んだ帆形の根府川石を用いて建立され、刻まれた草書は白秋の自筆である（歌碑裏側に「昭和16年7月 白秋先生揮毫」とある）。建立時、既に白秋は没していたが、除幕式には作曲者梁田貞が出席した。
その後、歌碑は城ヶ島大橋の建設に伴って西側に移動されて現在に至る。遊ヶ崎は城ヶ島大橋の真下となっているが、白秋碑苑として整備され、白秋記念館 が建つ。同記念館に備え付けられたノートには、遠方から来訪した人たちの書き込みもある。

##### 歌った歌手の例
- 奥田良三
- 森繁久彌
- 藤山一郎
- ダークダックス
- 倍賞千恵子
- 都はるみ
- 森進一
- 安田祥子
- 芹洋子
- 小柳ルミ子
- 米良美一
- 新垣勉
- 松本美和子
- 山本健二
- 白石稔
- 美輪明宏
- 波多野睦美
- 江利チエミ

（順不同）

### 松本たかし
俳人松本たかしが初秋の島の夜を詠んだ俳句（1938年（昭和13年）作）の詩碑が城ヶ島公園にある。戦前の城ヶ島は渡し舟以外に渡島手段がなく、要塞地帯ゆえに渡島自体に軍の制約があったため、夜ともなれば人気もなく、虫の音の鳴り響く島であった。詩碑に刻まれた俳句は、虫の音響く初秋の夜、涼を求めて雨戸も閉めずに寝入る島の情景を写し取ったものである。

### 角川源義
俳人角川源義が城ヶ島から望む伊豆大島への憧れを詠んだ俳句（1964年（昭和39年）作）の詩碑が城ヶ島公園にある。城ヶ島から望む伊豆大島へ帆掛け舟が奔る様子を詠ったものである。伊豆大島と城ヶ島の間には遮るものが何もないため、目と鼻の先に見える。1986年の大噴火の際は、夜になると空が真っ赤に染まる様を見ることができた。

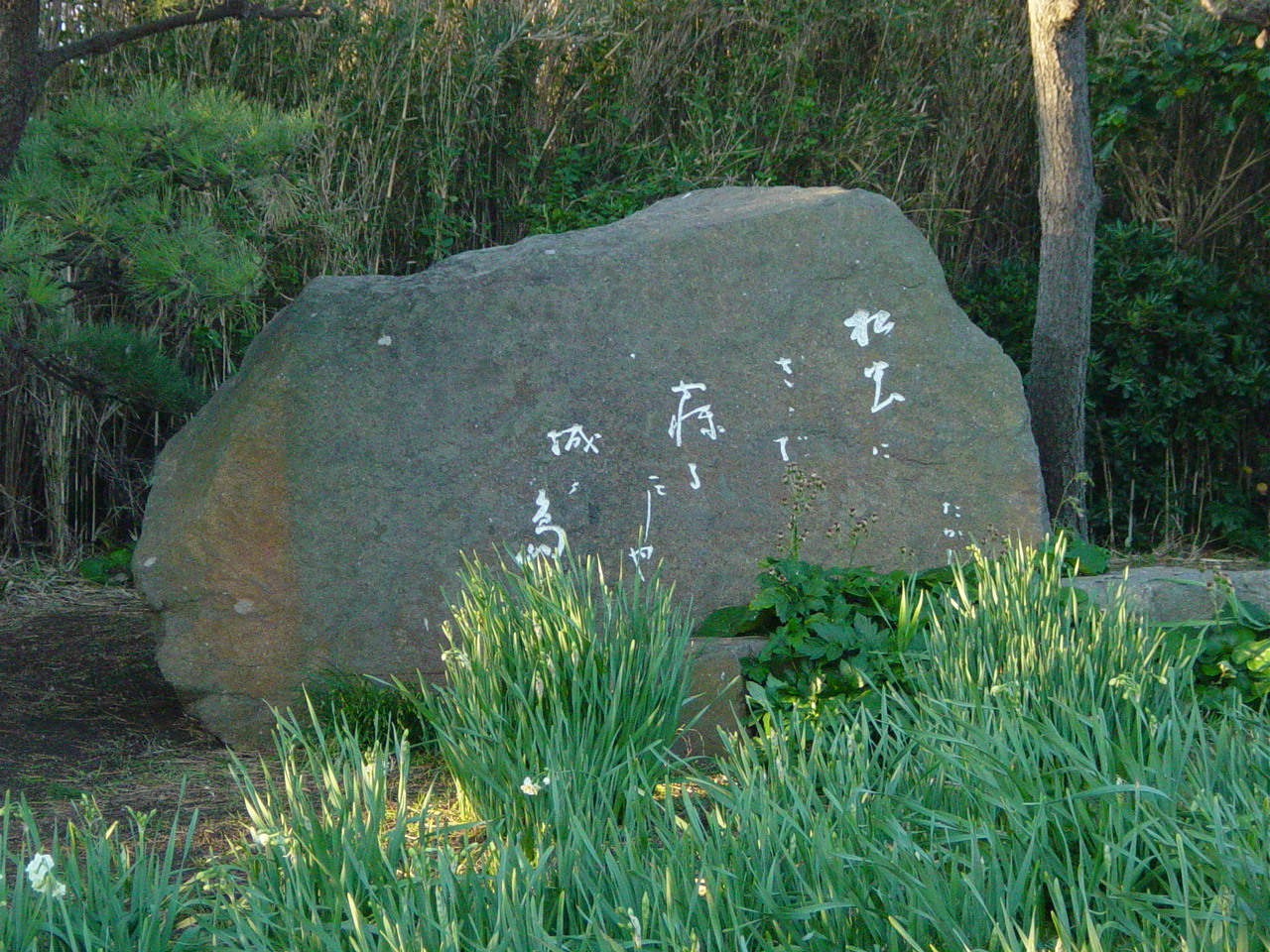
松本たかし詩碑
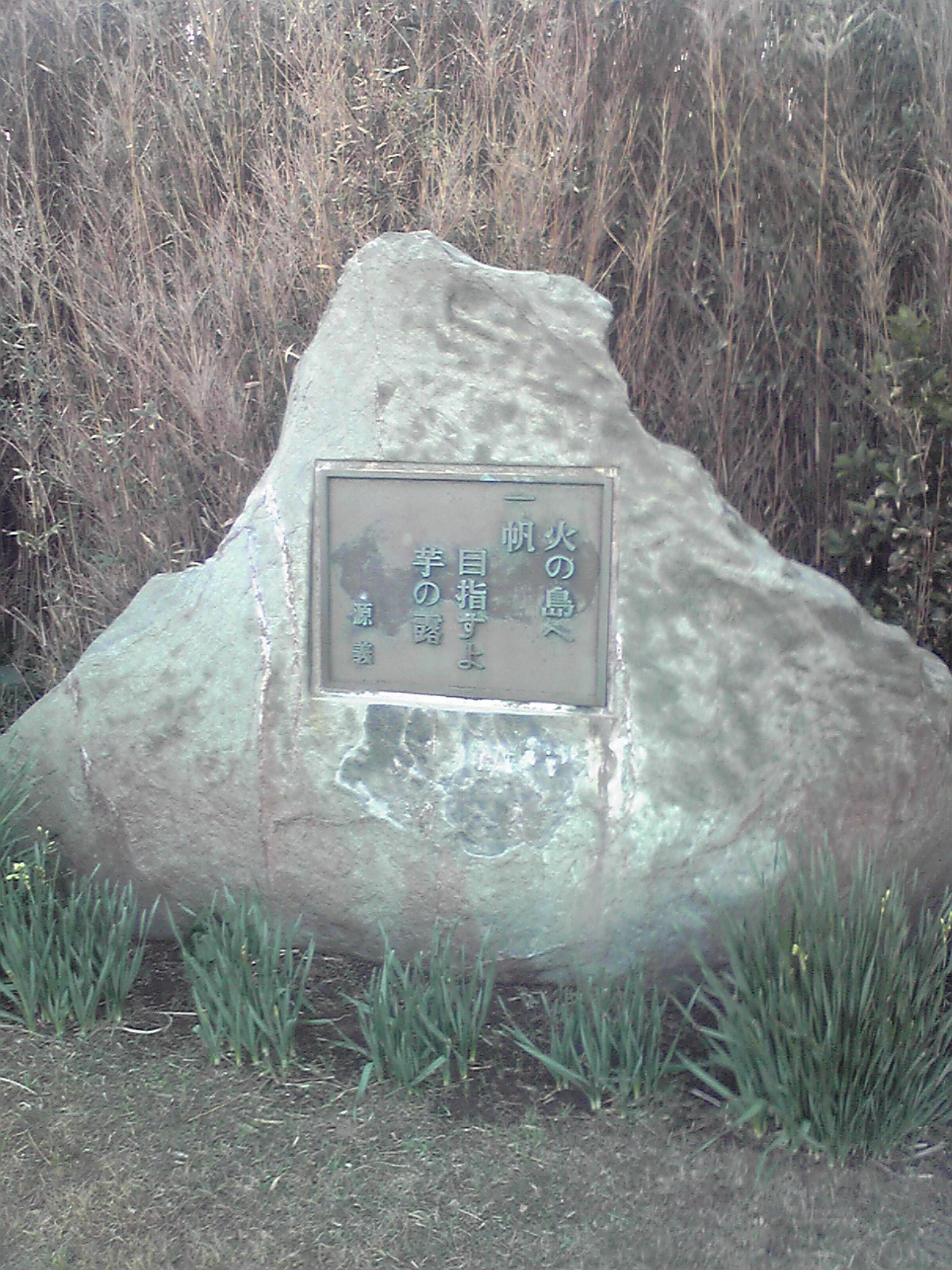
角川源義詩碑
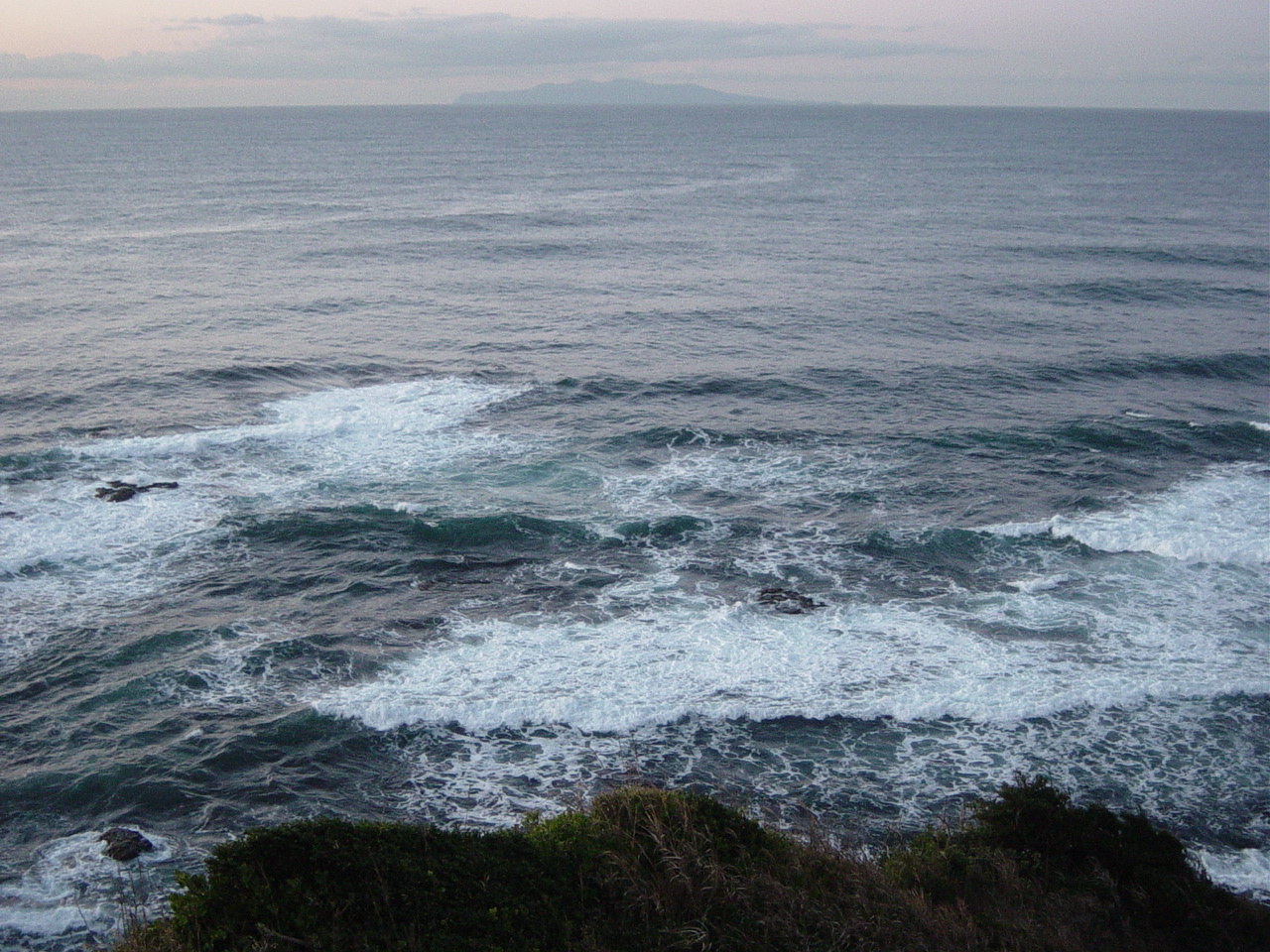
城ヶ島から望む伊豆大島

### 城ヶ島を題材とした流行歌
城ヶ島を題材とした流行歌には以下のようなものがある。白秋の『城ヶ島の雨』の影響か、戦前に多い。
| 題名       | 発表年             | 作曲       | 作詞       | 歌         |
| ---------- | ------------------ | ---------- | ---------- | ---------- |
| 城ヶ島夜曲 | 1934年（昭和9年）  | 竹岡信幸   | 浜野耕一   | 東海林太郎 |
| 夢の城ヶ島 | 1936年（昭和11年） | 江口夜詩   | 久保田宵二 | 松平晃     |
| 夢の城ヶ島 | 1939年（昭和14年） | 太田畔三郎 | 島田磬也   | 青葉笙子   |
| 月の城ヶ島 | 1939年（昭和14年） | 倉若晴生   | 内田つとむ | 青葉笙子   |
| 城ケ島慕情 | 1972年（昭和47年） | 山上路夫   | 鈴木邦彦   | 錦野旦     |
| 城ヶ島雨情 | 2005年（平成17年） | 中村典正   | 木下龍太郎 | 長保有紀   |
| 城ヶ島恋唄 | 2006年（平成18年） | 高野かつみ | 若山かほる | 内藤ひろ子 |

### 城ヶ島を舞台とした映画
| 題名                         | 公開年             | 配給                                           | 監督     | 配役                         |
| ---------------------------- | ------------------ | ---------------------------------------------- | -------- | ---------------------------- |
| 城ヶ島の雨                   | 1950年（昭和25年） | 大映                                           | 田中重雄 | 長谷川一夫、日高澄子         |
| 城ヶ島の雨                   | 1959年（昭和34年） | 東宝                                           | 猪俣勝人 | 山田真二、野口ふみえ         |
| ぼくはうみがみたくなりました | 2009年（平成21年） | 「ぼくはうみがみたくなりました」製作実行委員会 | 福田是久 | 大塚千弘、伊藤祐輝、秋野太作 |

### 城ヶ島を舞台とした小説
『城ヶ島の春』 -  牧野信一は、1935年（昭和10年）3月の『東京朝日新聞』にて小説『城ヶ島の春』を発表した。
白秋の思い出と、春の城ヶ島の何気ない日常を描いた小説である。
『城ヶ島殺人旅情』 -  斎藤栄著、1994年（平成6年）。

## 灯台
城ヶ島には2つの灯台がある。東京湾の入口に位置するため歴史は古く、1648年（慶安元年）に島東端の安房ヶ崎に設置された烽火台（のろし台）が起源とされる。

### 城ヶ島灯台

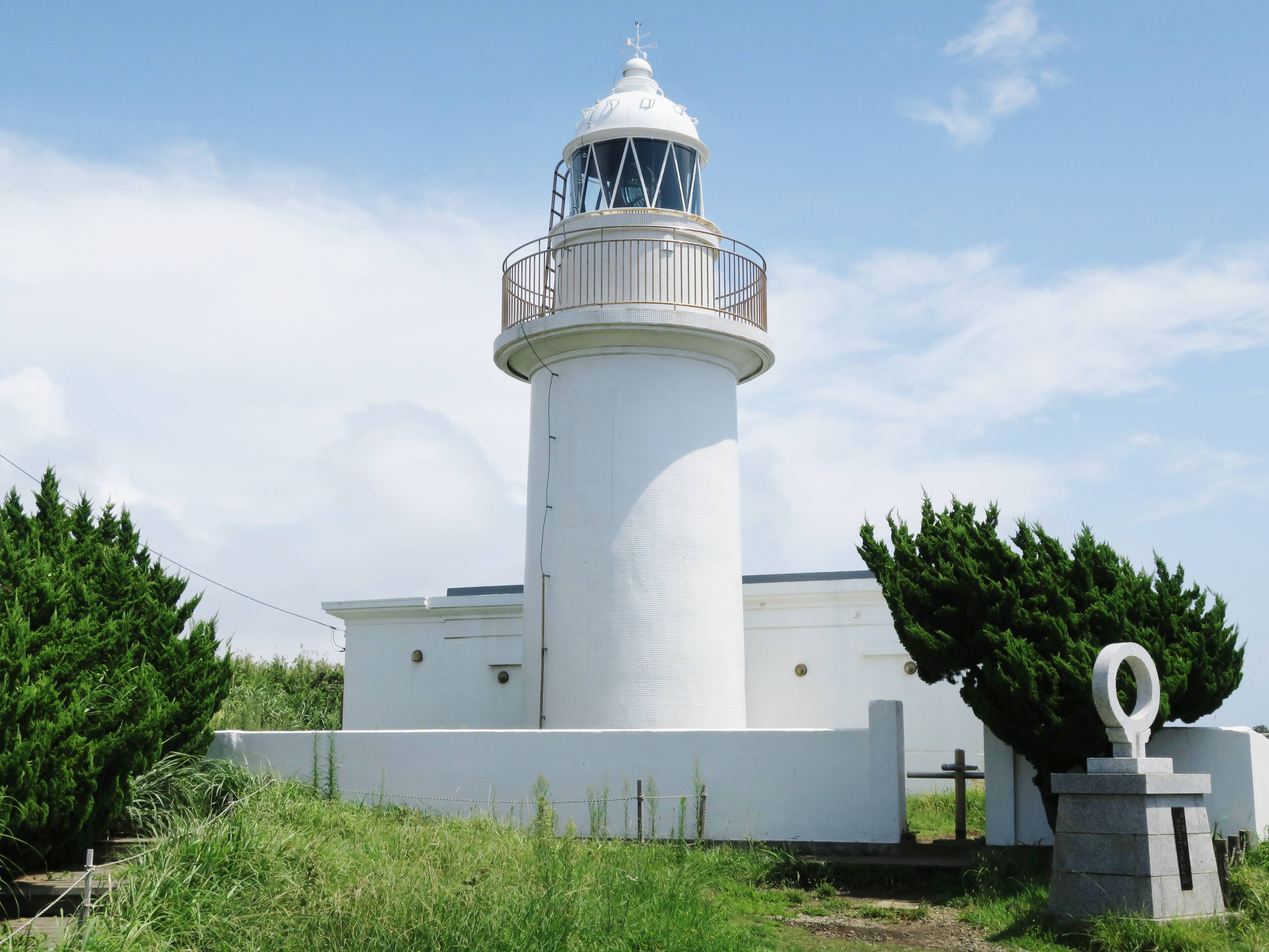
城ヶ島灯台

島西端の長津呂崎の根元、標高約30 mの崖上に建つ灯台。
江戸時代に現在地（西山）に設置された灯明台が直接のルーツである。これは前述の安房ヶ崎の烽火台を移設したもので、後に松明を焚く篝火（篝屋）に変更された。城ヶ島を描いた江戸期の絵画で姿を偲ぶことができる。幕末に西洋式灯台の建設が計画され、1870年（明治3年）に初点灯した。日本の西洋式灯台では5番目で、最も古い時代に設置された灯台の1つ。当初の灯台は関東大震災で倒壊し、現在の灯台は1927年に再建された2代目である。戦前、城ヶ島付近で軍事演習が行われる際には明弧の制限も行われた。

### 安房埼灯台

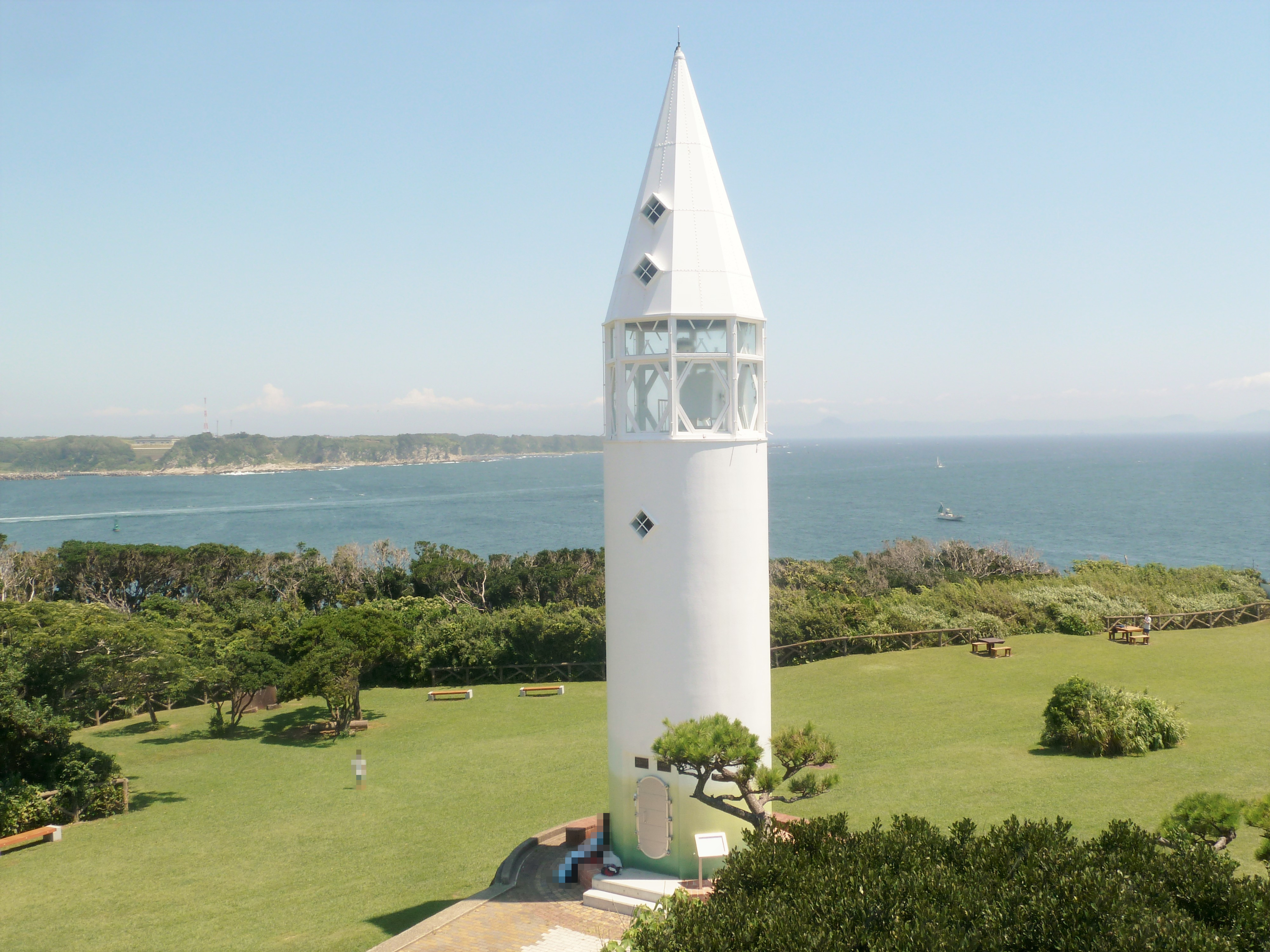
安房埼灯台

城ヶ島公園に建つ灯台。外観は三浦大根をモチーフにデザインされている。高さ16メートル。
烽火台が島西端に移動された後、安房ヶ崎には長らく灯台のない時代が続いた。しかし、当地周辺も遠浅の岩礁地帯であり、通航に危険を伴うことに違いがなかったため、地元の陳情を受けて1962年に、島東端の安房ヶ崎、標高数メートルの岩場に安房埼灯台が設置された。
その後、老朽化や台風による高波で電線が切れるなどのトラブルに鑑み、城ケ島公園内に移転新築され、2020年3月8日に稼働を開始した。
初代安房埼灯台の概要は下記の通り。
- 初点：1962年
- 構造：塔形（円形）コンクリート造
- 灯塔高：11.5 m
- 標高：13 m
- 光度：2,000 cd
- 光達距離：約19 km
- 灯質：単閃白光（4秒に1閃光）
- 管理：海上保安庁第三管区海上保安本部 城ヶ島航路標識事務所

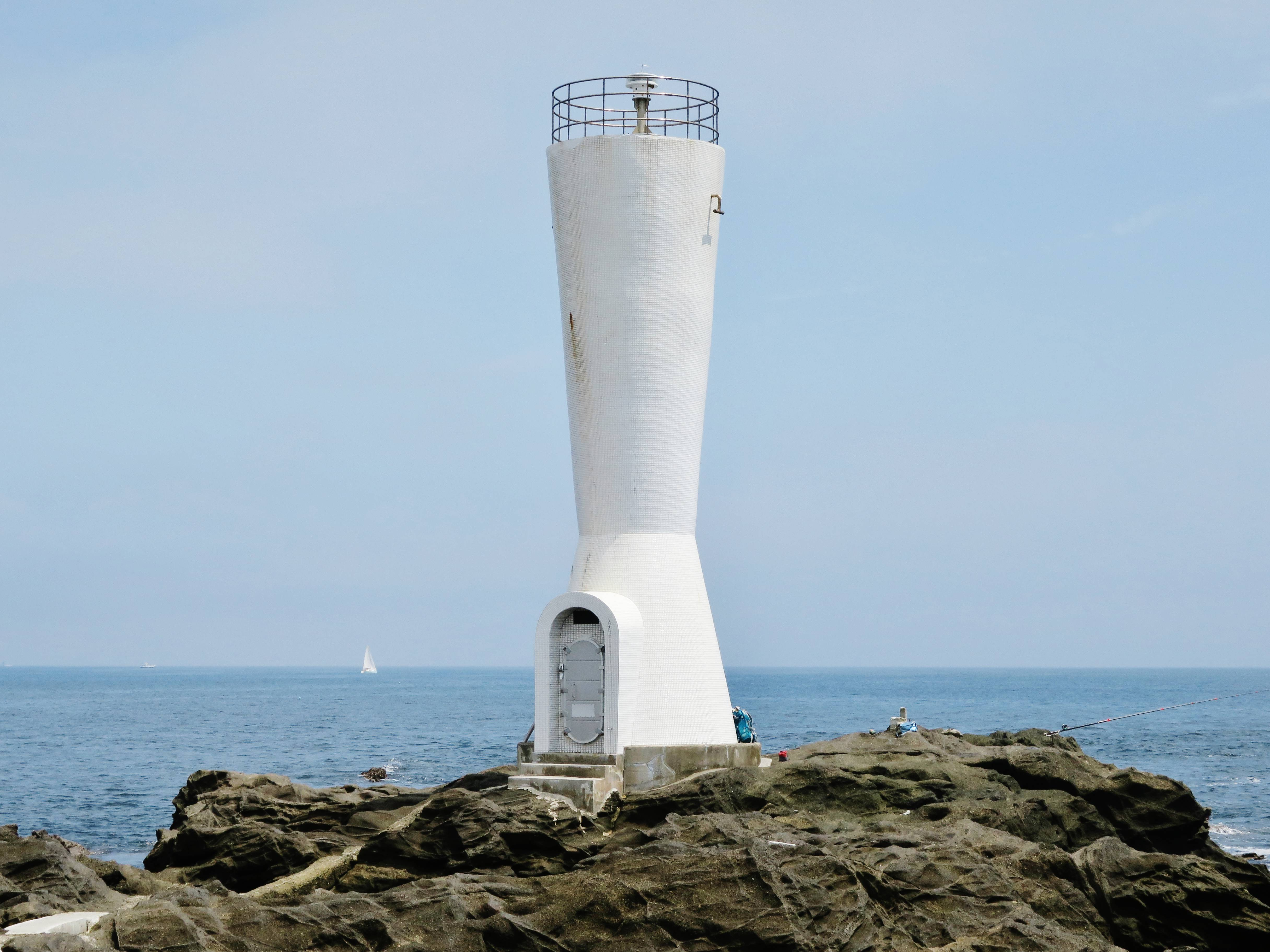
初代（2017年撮影）

## 海防・軍事

### 三浦十人衆
三浦浄心『北条五代記』によると、戦国時代の1516年に北条早雲によって新井城、三崎城が落城し、相模三浦氏が滅亡した際に、三浦十人衆（『小田原衆所領役帳』には「三崎十人衆」、六巻本『北条記』には「三浦組十騎」としてみえる）と呼ばれた亀崎、鈴木、下里、三富（みとめ）、出口の5つの名字の10人の頭は、三崎の船をすべて城ヶ島に繋いで同島に立て篭もったため、早雲は攻めあぐねて、建長寺・円覚寺に調停を依頼し、ようやく講和したという。
同書によると、北条美濃守氏親が三崎城主だった頃、港には梶原備前守を舟大将とする数百艘の舟が繋がれており、房総半島へ渡海して里見義頼と戦った。
天正5年（1577）の夏に、里見氏が証人を小田原へ遣わし、両氏の間には和睦が成立した。
現在、島にこれらの遺構は残っていないが、城ヶ島から三崎を望んだ際に見える高台が三崎城跡である。

### 幕末の砲台

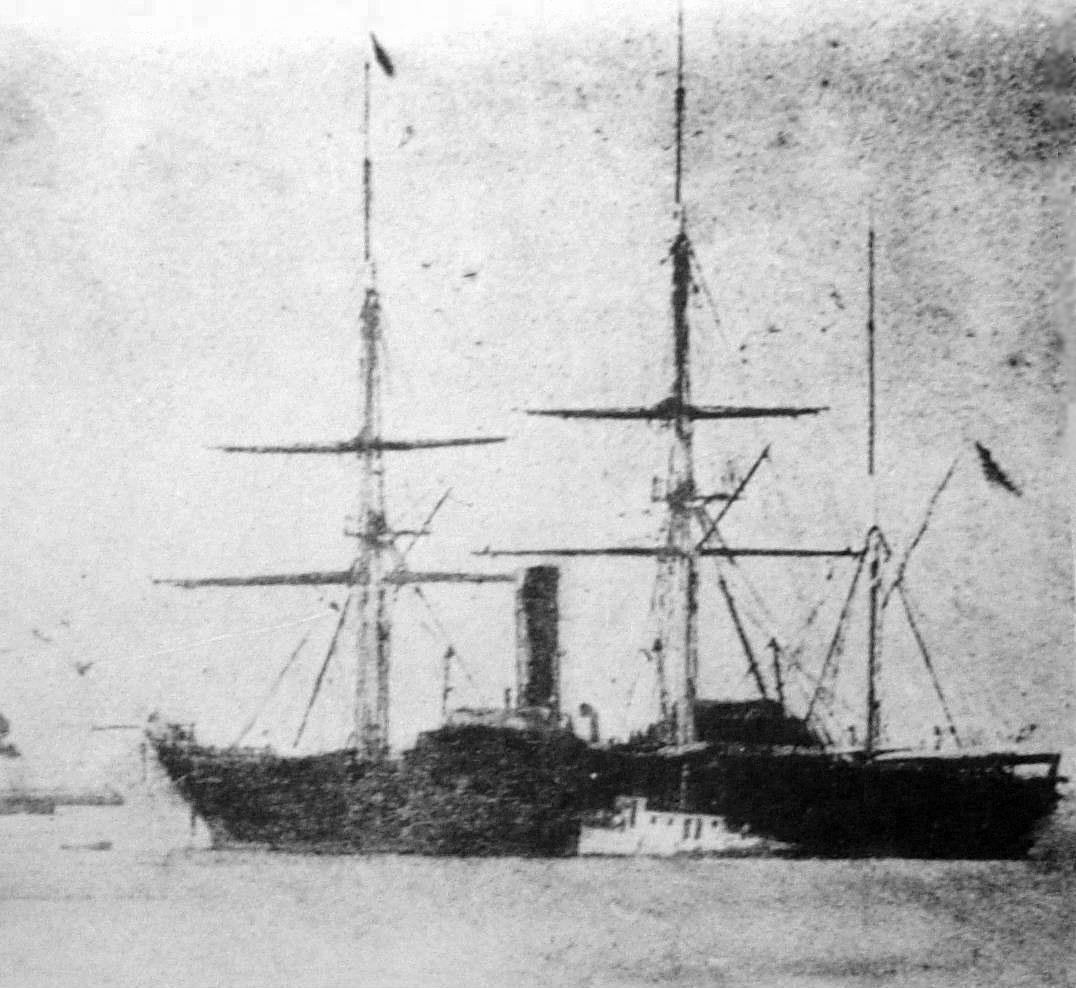
ペリー艦隊の旗艦サスクェハンナ号

江戸時代末期（幕末）に外国船が頻繁に訪れるようになると、東京湾（江戸湾）の入口に位置する城ヶ島は海防の要所として重要視されることとなった。1808年に浦賀奉行岩本正倫が砲台を築いたのを皮切りに、1810年に幕府より相模海防役を命じられた会津藩主松平容衆は、城ヶ島に遠見番所を設置したり、安房ヶ崎にて大砲発射演習を行うなどの活動を行った。1821年に会津藩に代わって川越藩が相模海防役に就くと、城ヶ島砲台は浦賀奉行の所管となった。米国ペリー艦隊は横須賀の浦賀に来航、久里浜に上陸したが、来訪を真っ先に知らせたのは松輪沖で漁をしていた城ヶ島の漁師であったと伝えられている。また、1854年には三崎の名主吉兵衛が城ヶ島沖に異国船2隻を発見、上宮田の海防陣屋に報告している。

### 要塞化
明治に入り、大日本帝国海軍は1894年に臨時東京湾守備隊司令部（東京湾要塞司令部の前身）を設置し、三崎に監視哨を置いた。
1898年、勅令第百七十六号「要塞近傍ニ於ケル水陸測量等ノ取締ニ関スル件」が公布され、次いで1899年に軍機保護法、要塞地帯法が成立する。これによって城ヶ島を含む三浦半島全域が要塞地帯に指定され、三浦半島の観光ガイドブック『三浦大観』が発禁処分になるなど、観光地としての城ヶ島は大打撃を受けた。1905年、日露戦争の最中、海軍は城ヶ島に望楼を設置した。当時、海軍はバルチック艦隊が対馬海峡を通るか、太平洋を抜けて津軽海峡を通るかの進路予測に苦慮しており、この一環であったと思われる。

#### 城ヶ島砲台

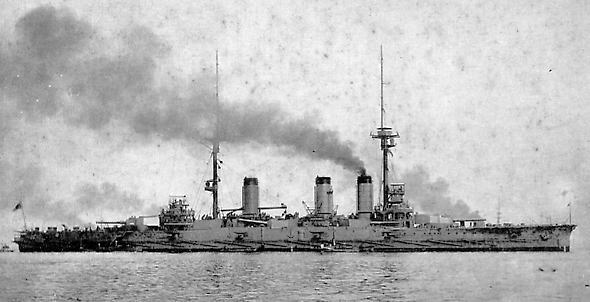
戦艦安芸

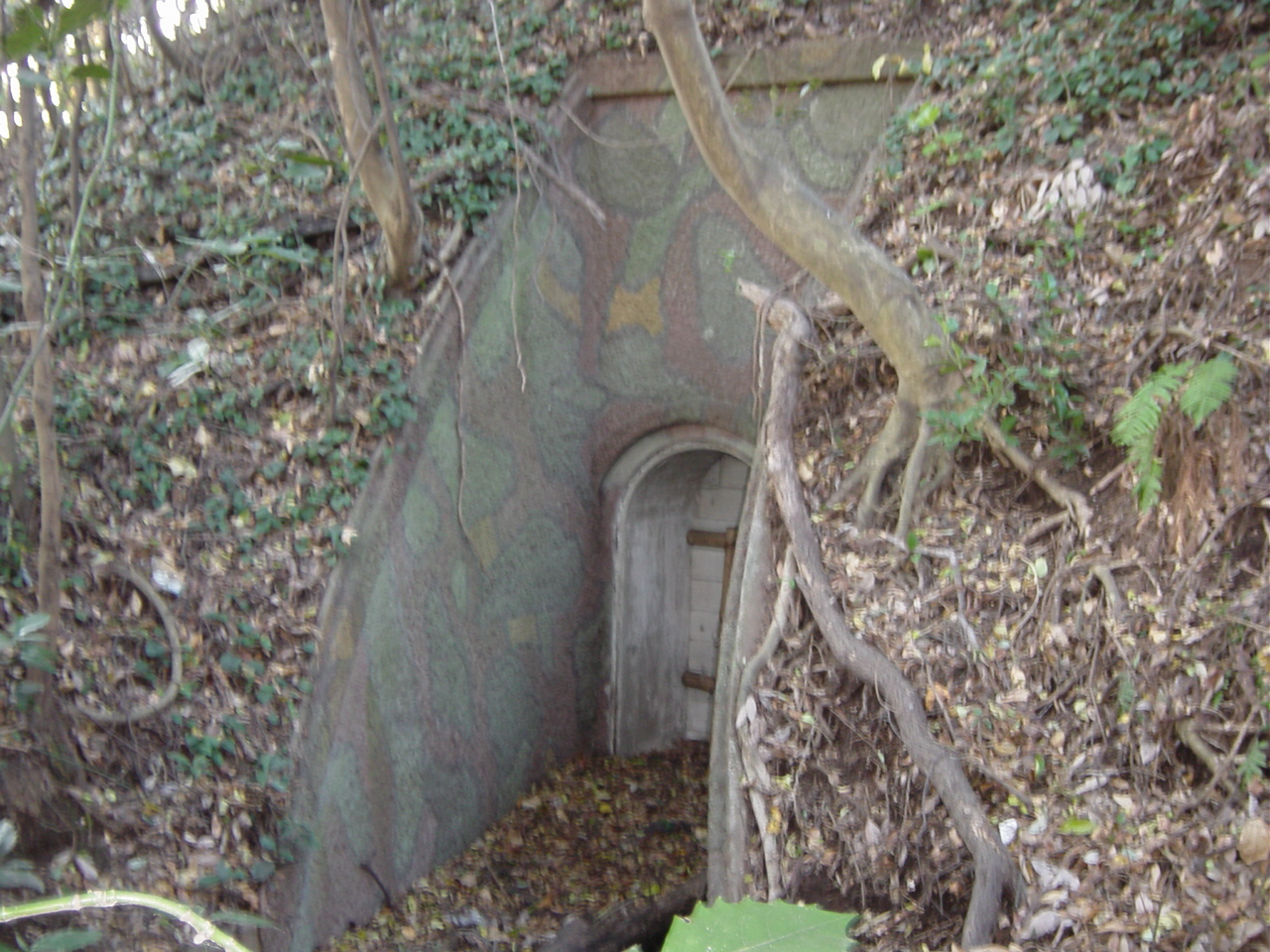
城ヶ島砲台跡 砲塔入口

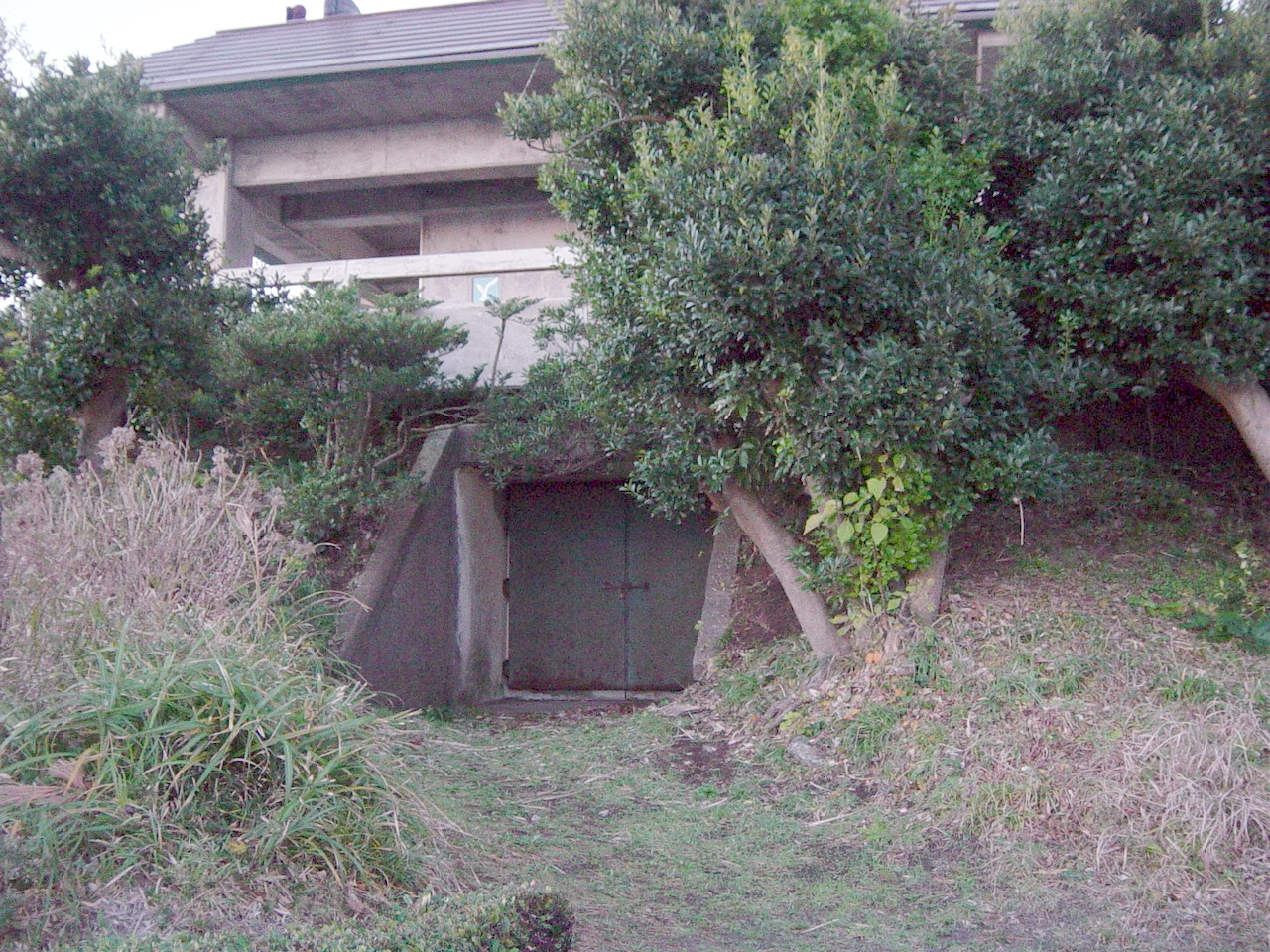
城ヶ島砲台跡 観測所（上部は城ヶ島公園展望台）

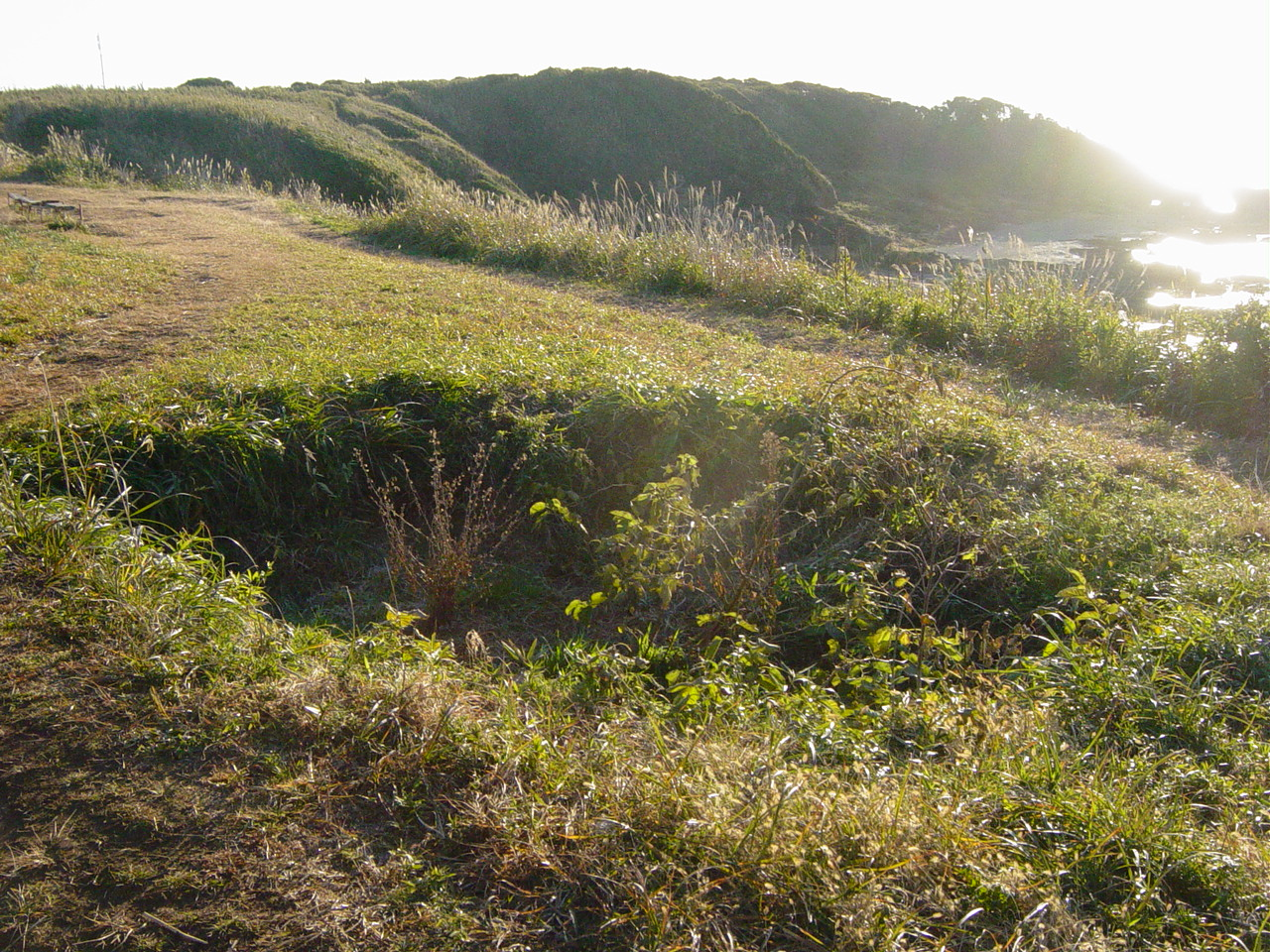
城ヶ島砲台跡

東京湾要塞の一部として島東部の台地上に設置された沿岸砲台（三崎第3区砲台）。艦砲を転用した砲塔砲台で、1945年の終戦まで存在した。

##### 経緯
建設当時、三崎地区には既に三崎砲台（1921年竣工）が築かれていたが、関東大震災で損壊した。1924年、参謀本部は東京湾要塞復旧建設要領を策定し、ここに城ヶ島砲台の新設が決定した（三崎砲台の修繕、剱崎砲台の新設も同時決定）。1924年10月12日に工事着手し、1927年4月2日付で竣工が報告された。

##### 装備
設置砲は1923年のワシントン海軍軍縮条約の調印により廃艦枠に指定されて除籍された薩摩型戦艦「安芸」の副砲である「25.4 cm（45口径）カノン砲」は重量235 kgの砲弾を最大仰角30度で撃ち出せば射程距離24,600 mまで届かせる性能で、この砲を収めた舷側砲塔をそのまま流用して設置された。砲塔の旋回角度は160度の旋回角度を持ち、砲身の俯仰能力は仰角30度・俯角5度発射速度は毎分1.5発である。砲塔・砲身は迷彩塗装が施され、演習用の照準器も備えられた。照準装置に電子装置を含む高射算定具をそなえた八八式海岸射撃具が設置され、2基の砲塔に射撃データーを送るための電線が通された。この電線は、小網代の高山観測所まで引かれた埋設電線を当地より空中に架線し、現在の県道26号松輪入口交差点付近 - 岩堂山（ここで一部が剣崎砲台へ分岐） - 宮川 - 向ヶ崎を経て田中（窪ガリ付近）の海底線室から海底を通り、城ヶ島の養老子（現在の新潟造船正門付近）の海底線室から再び埋設線となって安房ヶ崎を経て各砲塔に配された。
東西南の3方向を海に囲まれた地の利から、千葉県鋸南町付近から鎌倉市由比ヶ浜付近に達する広い射界を有した。試験射撃では南方向へ発砲したようである。
竣工後も、砲塔を航空機から隠蔽する偽装屋根、偽装家屋、弾薬庫、観測所などが逐次増築された。
また、井戸を特殊な掘削技術を要する掘抜式の深井戸としたため、その工事は陸軍工兵学校に委託された。
太平洋戦争中には島中央部に野砲陣地や高角砲陣地（未完成）が増築された他、岩礁には洞窟陣地も増設された。

##### 地盤傾斜
しかし、城ヶ島砲台は第2砲台の傾斜が徐々に進行するという、砲台としては致命的な欠陥を抱えていた。この問題は竣工8か月後の1927年12月6日、第2砲台の傾斜が火砲履歴規則の「許シ得ヘキ限界」に近づきつつあるとして陸軍兵器本廠長より陸軍大臣に報告された。竣工後の報告にも関わらず「基礎鉄部据付後逐次傾斜しつつあり…」とあり、少なくとも実務レベルでは傾斜の進行を竣工前から認知していた節がある。これは1940年の報告で工事中の測定値が報告されていることでも裏付けられる。翌7日には築城部本部長より砲台の沈下量、付近の土地の移動量、対岸（三崎）に対する城ヶ島の沈下量を毎日測定する暫定処置を取ったことが報告されており、大騒ぎとなったことが窺える。傾斜はその後も増大し、1928年10月4日、傾斜量が遂に規定を超過したことが陸軍兵器本廠長によって報告された。
その後も幾度となく状況が報告されたが、1940年3月の報告でも「操砲に支障なし」とされており、最後まで解決できなかったようである。この報告における原因考察では、「軟弱地盤に起因するならば観察可能なはずの諸現象（各部の傾斜角度から発生が推測されるコンクリートのひび割れ等）が見られないことから地耐力は充分であり、不等沈下を来すことは絶対にない」とした上で、主因については「関東地震による異常隆起の後、城ヶ島の局部的な沈降が徐々に進行、砲台周辺の土地もこれに伴って太平洋方向（南方向）に傾斜したと判断する他にない」と結論付けている。
関東地震による城ヶ島一帯の異常隆起については#エピソードの項を参照のこと。

##### 市民生活と砲台
城ヶ島砲台の存在により、三崎の住民は城ヶ島を眺めていると官憲に注意されたという。元より要塞地帯であるため、小道1本作るにも軍の許可が必要であった。城ヶ島の存在や地形が地元以外に知られないように軍や警察は留意しており、1928年に発行された三崎漁港修築記念の絵葉書には、城ヶ島が描かれていない。
当然ながら、外国人の場合は更に厳しい処置が取られた。築造期間中、貝殻収集目的で城ヶ島に来訪したアメリカ人の大学講師は、城ヶ島からの渡し舟を下船後に乗合自動車乗り場で身柄を確保され、警察署にて取り調べと身体検査・所持品検査を受けた後に嫌疑不十分で釈放された。この時には米国人講師に宿を提供した島民も取り調べを受けており、本件の一部始終が神奈川県知事から内務大臣、外務大臣、陸軍大臣、海軍大臣宛に報告されている。

##### 戦後 - 県立城ヶ島公園
終戦後、城ヶ島砲台は米軍によって直ちに武装解除された。1950年、砲台跡地約17 ha が都市計画公園に指定、県立城ヶ島公園として1958年に設置された。一部は農地改革で民間に払い下げられ、現在は面積約14.6 ha の風致公園となっている。
砲塔の完全撤去と公園整備によって砲台当時の状況は不明瞭になっているが、現在の公園施設内に残る主な砲台施設跡は以下のようになっている。
| 砲台施設     | 公園施設                                                                   |
| ------------ | -------------------------------------------------------------------------- |
| 西側砲塔跡   | 城ヶ島公園駐車場入口前の円形花壇                                           |
| 東側砲塔跡   | 城ヶ島公園正門トイレ周辺の緑地                                             |
| 観測所跡     | 城ヶ島公園の展望台下部                                                     |
| 掩体・塹壕跡 | ウミウ展望台から城ヶ島灯台に至るハイキングコース中（通称：グライダー広場） |

その他、一部の地下構造物・付帯設備跡も現存しているが公開されていないため、危険な場所もある。かつては城ヶ島大橋を渡りきった付近（現在の大駐車場）にも遺構が残っていたが、城ヶ島大橋建設時に撤去された。架橋後も駐車場から城ヶ島公園への道路に繋がる歩道脇に遺構らしき建造物が長らく残っていたが、これも近年撤去された。
要塞ゆえに砲台現役当時の写真は殆ど残されていない。終戦後から城ヶ島公園整備前の写真としては、国土地理院『地図・空中写真閲覧サービス』にて終戦の数か月後に米軍が撮影した空撮写真 が公開されているほか、城ヶ島大橋竣工当時に神奈川県が発行した案内パンフレットにも城ヶ島公園正門駐車場が未整備の頃の空撮写真が掲載されており、かろうじて砲台設置当時の周辺状況を窺い知ることは可能である。
園内にはスイセン、イソギク等が群生し、芝生の広場では弁当を広げる家族連れが多い。また、崖に付けられた階段から海岸に降りることもできる。
砲台当時は観測所であった展望台の眺望は素晴らしく、東西南3方向に壮大な眺めが広がる（下表）。
| 方角 | 眺望                                                                                             |
| ---- | ------------------------------------------------------------------------------------------------ |
| 東   | 房総半島（鋸山など）                                                                             |
| 西   | 伊豆半島、富士山、箱根山、丹沢山塊、奥秩父山塊（雲取山など）、南アルプス（北岳などの白峰三山）。 |
| 南   | 伊豆大島、三宅島                                                                                 |
| 北   | 大楠山                                                                                           |

尚、城ヶ島砲台に砲を提供した戦艦「安芸」は、展望台から見える房総半島の最南端、野島崎の沖合いに沈んでいる。

## エピソード

### 頼朝の桜
源頼朝は、城ヶ島と三崎の宝蔵山に数千株という大量の桜を植え込み、両岸を桜に囲まれた瀬戸（海峡）に船を浮かべて宴を催したと伝わる。戦国時代には北条氏康親子が桜見物のために3日間滞在しており、城ヶ島の春は磯山に桜が咲き乱れる絶景であった様子が偲ばれる。
この桜は現存していない。江戸時代後期に編纂された『俳諧三崎志』に枯死を惜しむ節があり、この頃には既に失われていたようであるが、対岸の三崎に「花暮（はなぐれ）」という地名を残している。花暮とは、三崎から眺めた城ヶ島の桜は、白波に桜が映って日が暮れるまで眺めても飽きないということに由来する（『三浦紀行』）。

### 流れ鯨
1656年、篝屋（城ヶ島灯台の項参照）の下で流れ鯨が捕獲された記録がある。三崎西浜の地蔵院にある「くじら塚」は、この鯨の供養のために建てられたと伝わる。

### 関東大震災と城ヶ島

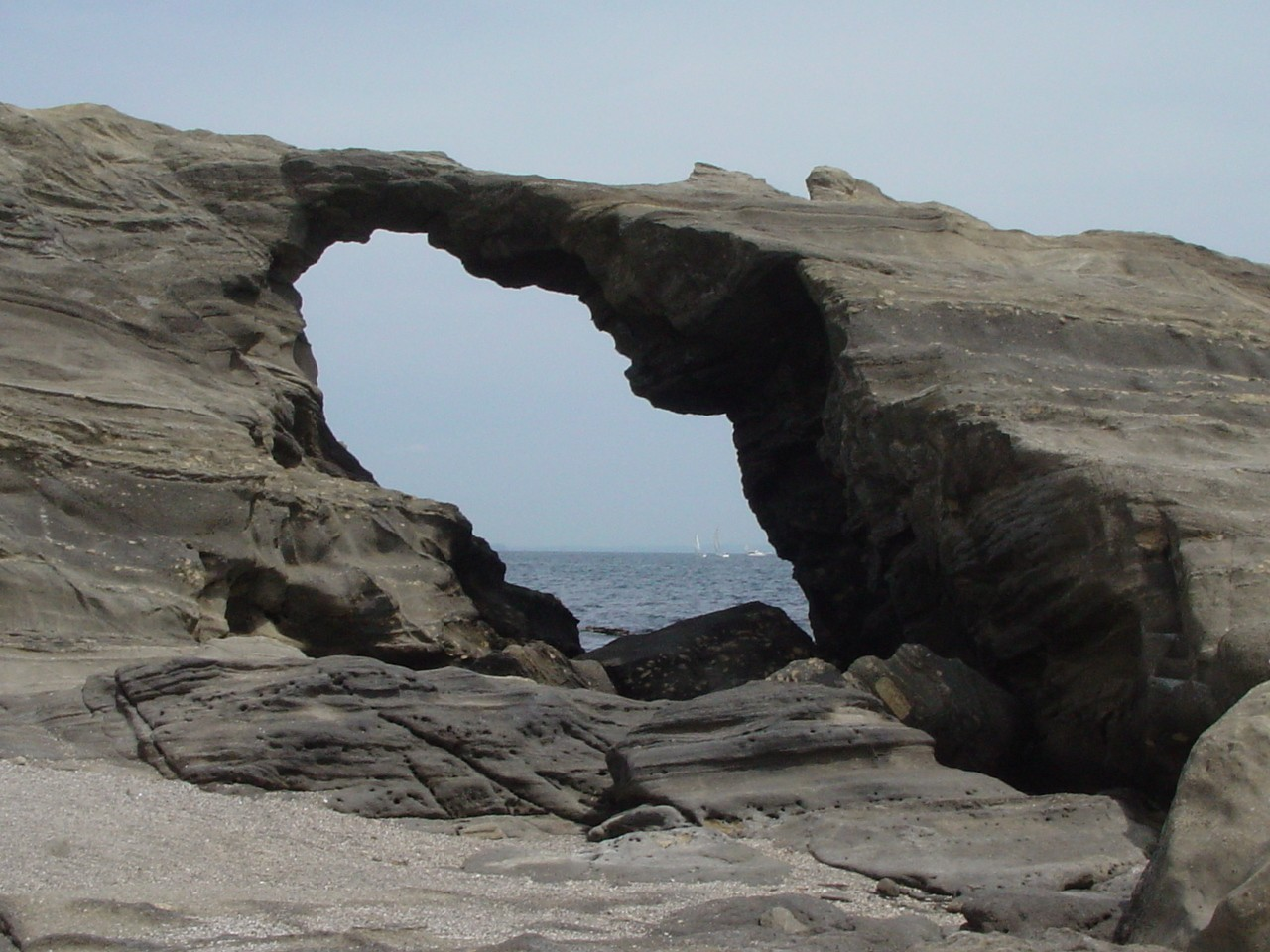
馬ノ背洞門

1923年9月1日に発生した関東地震（関東大震災）は、震源断層の主要な破壊領域が二つあると推定されており、一つは神奈川県西部直下、そしてもう一つは三浦半島直下と推定されている 。地震発生時に三崎港は6 mほど隆起し、海が干上がり、城ヶ島まで陸続きとなって数日間渡ることができた。その後、予効変動による沈降によって海水面は数日をかけて徐々に戻った。この現象は当時を知る人達によって口伝えられており、地元では知る人が多い。現在の三崎港を眺める限りは信じ難い現象であるが、『大正震災志』(内務省社会局編)に三崎の隆起が最大7.5 mに達して徐々に沈降したことや、城ヶ島の東側海域でガスの噴出があったことが記録されている。地盤変動は三崎周辺を平均1.4 mも隆起させて収束した。
大正時代までの三崎周辺には多くの海水浴場があり、城ヶ島にも遊ヶ崎海水浴場があった。しかし、地震による隆起で砂中の岩があちこちで露出した結果、旅館が足りずに海水浴客が民家の軒先を借りるほどの人出があった海水浴場としての賑わいは過去のものとなった。
尚、三崎港の干上がり現象は、1703年12月31日（旧暦11月23日）の元禄大地震でも発生した。復旧費用は江戸幕府の援助のみでは足りず、旗印を掲げた船で沖を通る船から寄付を集めたとされる。

#### 馬ノ背洞門
侵食によって岩がメガネ状に繰り抜かれたアーチ状の岩（海食洞門）で、赤羽根崎の突端にある。1923年以前は洞門下を小船で通航できたが、関東地震による隆起で陸化した。地震による隆起現象を今に伝える存在である。幅が狭い上に既に亀裂が入っており、崩落の可能性があるため上部を歩くことは禁止されている。

### 電灯
三崎には1913年に電灯が点灯したが、城ヶ島はその後もランプを使用していた。1928年1月25日、三崎町議会は城ヶ島電灯敷設工事負担金5000円のうち、2000円の町費補助を決定。これにより、三崎に遅れること15年にしてようやく城ヶ島に電灯が点灯した。同時に、アセチレンガスを光源としていた城ヶ島灯台の光度が2万燭光 から一気に12万燭光へ引き上げられた。

### 城ヶ島の大火
城ヶ島では1808年と1936年に大火が発生しているが、本稿では1936年2月2日に発生した大火について述べる。
1936年2月2日午前2時30分頃、城ヶ島の集落西端から出火した。出火当時、風速10メートルを越える西風が吹いており、炎は藁葺き屋根を伝って瞬く間に全集落に広がった。当時の三崎 - 城ヶ島間の交通は舟のみであったが、三崎から消火救援に漕ぎ出た船は波をかぶって転覆、警官や電灯会社員は泳いで島に辿り着いたという。また桟橋がなかったため、ガソリンポンプを運ぶ舟がポンプを降ろし終えた時には既に出火後30分以上が経過しており、手が付けられない状況であった。要塞施設も延焼の危険があったが、午前6時頃になってようやく鎮火。被害は全島119戸中、焼失106、半焼大破3、被災者591人というもので、文字通りの焦土と化した。
尚、三崎消防組小頭の藤井助次郎、筒先の石橋三郎の2名が放水中に3,300ボルトの電灯高圧線に触れて感電、殉職している。
被災者に対する支援として白米72俵の炊き出しが行われ、女学校生徒が交代で毎日手伝った。炊き出しは当初12日間の予定であったが、罹災家屋保険金の支払遅延のため8日間延長された。陸軍第1師団（師団長：堀丈夫中将）からも戦時備蓄食料の乾麺、携帯罐詰肉、醤油エキスが提供されている。
また、分教場は民家から離れていたため延焼を免れたが、臨時休校した。この分教場は旧城ヶ島分校海の資料館として現存している。当時、前述の『城ヶ島の雨』によって全国に名を知られていた城ヶ島の大火はショッキングな事件であったようで、『東京日日新聞』は「名勝城ヶ島の大火、全島廃墟と化す」と題した号外を発行して、大きく報じている。

### 水垂れの黒松
かつて、城ヶ島北岸東側には「水垂れ（みずったれ／みぞったれ）の黒松」と呼ばれる松が生えていた。樹高6 m、幹回り1.5 mの古木で、岩壁から海にせり出すように生えた雅やかな姿で「かまくらと三浦半島の古木・名木50選」にも選ばれた。しかし、2002年10月1日に三浦半島を縦断した台風21号によって幹の中心から折れてしまい、その後、樹勢は衰退してしまった。原因を調査したところ、松食い虫の被害にあっていることが判明、周辺の健康な松への感染を防ぐため、2005年6月に伐採された。内部は空洞になっており、蛇が2匹住み着いていたという。
樹齢は長らく不明とされていたが、伐採時に初めて樹齢230年前後であることが確認された。白秋記念館において防虫処理された根元部分が保存展示されている。

## 歴史・年表

### 古代
遊ヶ崎（城ヶ島大橋直下）にて弥生時代の遺跡が発見されており、この頃から人が住んでいたと考えられる。
令制国としては、神奈川県の他地域とともに相模国に属した。奈良時代には薬師山に奈良東大寺の大仏建立に協力した行基によって開かれた神宮寺という寺があったと伝えられる。寺は既に存在しないが、三崎の見桃寺の本尊薬師如来像は元々この寺の本尊であったと言われる（『新編相模国風土記稿』）。本像は三浦市の重要文化財に指定されている。
864年には藤原資盈（藤原鎌足から11代目）が任地赴任中に三浦に漂着、船の楫（かじ）を取っていた家臣三郎に住居の場所を占わせ、島西端にある小山に鎮座したとされる。後に三郎を祀った梶ノ三郎神社が建立され、以降、小山は楫の三郎山と呼ばれるようになったという。ちなみに、藤原資盈は三崎の海南神社の祭神として祀られている。

### 中世
- 1516年：北条早雲によって新井城、三崎城が落城し、三浦氏が滅亡。三浦氏の残党が城ヶ島に立て篭もって抵抗（三崎十人衆）。
- 1556年：北条氏康、城ヶ島・三崎の海上で里見水軍と交戦。
- 1562年：里見水軍が城ヶ島に上陸、北条氏と交戦（三崎三浦海戦）。
- 1565年：北条氏康父子、桜見物のため三崎に来訪。城ヶ島に3日間滞在。
- 1570年頃：城ヶ島に三崎海南神社の分霊を歓請。
- 1573年：了善が常光寺を開山。
- 1590年：神宮寺焼失。豊臣秀吉による小田原征伐で戦国大名としての後北条氏は滅んだ。関東は徳川家康が転封され、三浦郡は徳川氏直轄領となる（代官長谷川七左衛門）。
- 1594年：代官長谷川長綱、三浦郡全域の検地を行う。
- 1602年：神宮寺、城ヶ島より三崎に移り、高庵坊が神宮寺薬師堂を再建。

### 江戸時代
城ヶ島を含む三崎一帯は江戸幕府の直轄地（天領）となる。慶長年間に三崎御番所が置かれ、三崎代官（一時、三崎奉行）によって統治された（初代代官：長谷川長綱）。
- 1648年：三崎奉行設置。同奉行安部次郎兵衛が島東端の安房崎に烽火台を設置。
- 1649年：城ヶ島で海老網漁が始まる。
- 1676年：衣笠庄三崎郷が分割され、城ヶ島村となる。
- 1678年：烽火台を島西部に移設して灯明台を設置。
- 1681年：州の御前で雨乞いが行われる。
- 1696年：三崎奉行廃止、浦賀奉行所の所管下で再び三崎代官を設置、平岡三郎衛門が任官。
- 1721年：三崎代官河原清兵衛、灯明台を篝火に変更する。
- 1808年：城ヶ島の大火。浦賀奉行岩本正倫、砲台を設置。
- 1810年：幕府、会津藩主松平容衆に相模海防役を命じる。
- 1811年：会津藩、城ヶ島砲台を修理して遠見番所を併設。城ヶ島を含む三崎一帯の領主となる。
- 1812年：会津藩、安房ヶ崎にて大砲発射演習を行う。浦賀の加藤山寿が『三浦古尋録』を著す。
- 1821年：幕府、会津藩の相模海防役を解き、代わって川越藩が同役に就く。城ヶ島砲台は浦賀奉行の所管となる。
- 1841年：『新編相模国風土記稿』成立。
- 1854年：三崎の名主吉兵衛、城ヶ島沖に異国船2隻を発見、上宮田陣屋に報告。
- 1856年：遠見番所廃止。
- 1867年：幕府によって灯台建設が計画される。
- 1868年：三崎一帯は韮山代官江川英武の監督下に置かれる。

### 明治
- 1868年：城ヶ島を含む三浦は韮山県に属す。
- 1870年：城ヶ島灯台初点。
- 1871年：神宮寺跡、廃地となる。廃藩置県により神奈川県に属す。
- 1873年：城ヶ島学舎が常光寺に開校。
- 1875年：城ヶ島灯台、緑色光となる。城ヶ島村、三崎町に合併。城ヶ島学舎が城ヶ島学校と改称される。
- 1877年：城ヶ島海南神社、宮ヶ崎から現地に移動。
- 1881年：城ヶ島学校新築。
- 1887年：城ヶ島学校、宝蔵学校、小網代学校の3校で合同運動会開催。
- 1888年：城ヶ島学校、宮ヶ崎に新築。
- 1889年：町村制施行、城ヶ島は三崎町となる。初代町長は最後の城ヶ島村名主であった加藤泰次郎。
- 1894年：臨時東京湾守備隊司令部（後の東京湾要塞司令部）が設置され、三崎に監視哨を置く。
- 1898年：勅令第百七十六号「要塞近傍ニ於ケル水陸測量等ノ取締ニ関スル件」公布。要塞近傍における測量・模写・撮影には要塞司令官の許可が必要となる。
- 1899年：軍機保護法、要塞地帯法公布。城ヶ島を含む三浦半島全域が要塞地帯に指定。制限事項は漁業活動、土木・建築等に拡大。
- 1905年：海軍、城ヶ島に望楼設置。水難救済会、赤羽根に見張所設置。
- 1911年：城ヶ島学校、小網代学校と共に尋常高等三崎小学校に合併し、同校城ヶ島分教場となる。

### 大正
- 1913年：北原白秋、『城ヶ島の雨』発表。
- 1919年：北原白秋、『城ヶ島の雨』を『白秋小唄集』に収録、刊行。
- 1923年：関東大震災により城ヶ島灯台倒壊。
- 1924年：東京湾要塞復旧建設要領策定により、城ヶ島への砲台新設が決定。東京湾要塞城ヶ島砲台起工（10月12日）。

### 昭和
- 1927年：城ヶ島灯台再建。東京湾要塞城ヶ島砲台竣工（4月2日）。
- 1928年：城ヶ島に電灯が灯る。灯台の光度も2万燭光から12万燭光となる。
- 1931年：三崎尋常小学校城ヶ島分教場を改築。
- 1936年：城ヶ島の大火。火災保険金詐欺を狙った放火であったが次々と延焼[35]。島内で110戸が全焼し、残ったのは僅か6戸であった。消火作業中に消防署員2人が殉職[36]。
- 1945年：城ヶ島砲台廃止、要塞砲を破壊処理。
- 1947年：三崎尋常小学校城ヶ島分教場を三崎小学校城ヶ島分教場と改称。
- 1949年：『城ヶ島の雨』歌碑完成。
- 1950年：旧軍用地約17 ha を都市計画公園に決定。映画『城ヶ島の雨』（監督：田中重雄）公開。
- 1953年：県営埋立着工（北岸西側、観光船発着場周辺）
- 1955年：三崎町、南下浦町、初声村が合併、三浦市となる。三崎小学校城ヶ島分教場を三崎第一小学校城ヶ島分校と改称。
- 1956年：西山地区の埋立竣工。
- 1957年：城ヶ島大橋着工。
- 1958年：県立城ヶ島公園設置。城ヶ島保育園開園。
- 1959年：映画『城ヶ島の雨』（監督：猪俣勝人）公開。
- 1960年：城ヶ島大橋竣工、開通。遊ヶ崎埋立着工。
- 1962年：安房崎灯台初点、県営埋立竣工（北岸東側、現在の新潟造船一帯）、城ヶ島ユースホステル開館。
- 1963年：城ヶ島 - 油壺（京急油壺マリンパーク）間に定期観光船が就航。
- 1964年：神奈川県水産試験場設置。
- 1966年：皇太子明仁親王（現・上皇明仁）、神奈川県水産試験場に行幸。
- 1970年：三崎小学校城ヶ島分校廃校（城ヶ島公民館に転用）。新潟鐵工所（現新潟造船）三崎工場操業開始。京急が快速特急「城ヶ島・マリンパーク号」「城ヶ島号」運転。
- 1971年：城ケ島のウミウ、ヒメウ及びクロサギの生息地が県指定天然記念物に指定される。
- 1982年：城ヶ島漁撈用具コレクションが県指定有形民俗文化財に指定される。

### 平成
- 1991年：城ヶ島灯台公園開園。
- 1995年：神奈川県水産試験場が神奈川県水産総合研究所と改称。
- 1997年：神奈川県水産総合研究所改築。
- 2002年：名木「水垂れの黒松」が台風21号の暴風によって折れる。
- 2003年：城ヶ島ユースホステル閉館。
- 2005年：神奈川県水産総合研究所が神奈川県水産技術センターと改称。「水垂れの黒松」伐採。
- 2007年：城ヶ島 - 油壺間の定期観光船が休航となる。
- 2008年：城ヶ島 - 油壺間の定期観光船廃止届出、代わって渡し舟が半世紀ぶりに復活就航。
- 2009年：城ヶ島駐車場有料化。

### 令和
- 2020年：城ヶ島大橋無料開放。

## 名所
- 城ヶ島灯台
- 安房崎灯台
- 県立城ヶ島公園
- 白秋碑苑（『城ヶ島の雨』歌碑、白秋記念館）
- 馬ノ背洞門（赤羽根崎）
- 洲の御前

## 関係文化財
| 指定区分               | 名称                                       | 指定年月日                | 所在地                       | 備考                                                         |
| ---------------------- | ------------------------------------------ | ------------------------- | ---------------------------- | ------------------------------------------------------------ |
| 県指定天然記念物       | 城ヶ島のウミウ、ヒメウ及びクロサギの生息地 | 1960年（昭和35年）5月31日 | 三浦市三崎町城ヶ島赤羽根海岸 | 毎年10月末 - 翌4月頃に飛来。                                 |
| 県指定有形民俗文化財   | 城ヶ島漁撈用具コレクション                 | 1982年（昭和57年）2月9日  | 三浦市三崎町城ヶ島411        | 旧城ヶ島分校海の資料館                                       |
| 市指定文化財（彫刻）   | 薬師如来立像                               | 1967年（昭和42年）3月28日 | 三浦市三崎町白石19-2見桃寺   | 元々は城ヶ島にあった神宮寺（廃寺）の本尊。                   |
| 市指定文化財（建造物） | 旧三崎小学校城ヶ島分校                     | 1987年（昭和62年）1月30日 | 三浦市三崎町城ヶ島411        | 昭和初期の学校建築。廃校後は城ヶ島公民館、現在は海の資料館。 |

## レジャー
- 城ヶ島一周半潜水式観光船（10名以上の団体予約制）
- 城ケ島ダイビングセンター

## その他の施設
- 神奈川県水産技術センター（旧神奈川県水産総合研究所）
- 新潟造船（旧新潟鐵工所）三崎工場

## アクセス
- 三崎口駅から京浜急行バス　三9系統三崎港経由城ヶ島行きに乗車　島内には白秋碑前・城ヶ島漁港前・城ヶ島の3つ、バス停がある
- 三崎フィッシャリーナ・ウォーフ うらりより、渡し舟で3分